# Pestă porcină africană

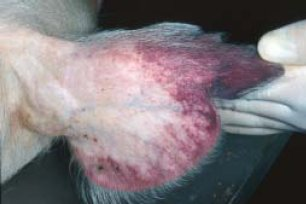
Congestia pavilionului urechii este unul dintre simptomele pestei porcine africane.

Pesta porcină africană, numită și febra porcină africană sau boala lui Montgomery, este o boală virală hemoragică febrilă extrem de contagioasă și foarte severă a porcilor domestici și mistreților, cauzată de un virus ADN dublu catenar din familia asfarviride care se propagă foarte rapid în populația porcină prin contact direct sau indirect. Boala se caracterizează anatomopatologic prin diateză hemoragică generalizată, leziuni degenerative și necrotice în diferite organe, iar clinic în formele acute a bolii prin hipertermie (40,5-42,2°C), leziuni cutanate (eritem, cianoza pielii, în special la urechi, coadă, membrele posterioare și pe abdomen, peteșii, echimoze), tulburări digestive (inapetență, vome, constipație, diaree mucoasă sau sanguinolentă), tulburările respiratorii (dispnee, tahipnee, respirație întreruptă, tuse, eliminare de spumă sanguinolentă din gură), tulburări nervoase (somnolență, apatie, adinamie, mers instabil, crampe, hiperexcitație, crize convulsive, pareze și paralizii, decubit lateral), conjunctivită, secreții nazale seroase, seromucoase sau mucopurulente sau epistaxis, la scroafele gestante unul dintre primele simptome observate este avortul. Mortalitatea este de 90-100% în cazul formelor supraacute și acute a bolii. Pesta porcină africană provoacă pierderi economice mari din cauza depopulării catastrofale a fermelor de porci în zonele afectate prin decesul și sacrificare lor, punerea în aplicare a măsurilor sanitare și impunerea restricțiilor comerciale. Pesta porcină africană este o boală transfrontalieră care se poate răspândi rapid de la o țară la alta și este una dintre cele mai periculoase boli ale porcinelor, fiind inclusă în lista A a Organizației mondiale pentru sănătate animală (OIE).
Pesta porcină africană este endemică în Africa subsahariană unde afectează porcinele sălbatice: facocerii (Phacochoerus) și potamocerii (Potamochoerus), și adesea porcii domestici. Agentul cauzal al bolii este un virus ADN, numit virusul pestei porcine africane, din genul Asfivirus (familia Asfarviridae), transmis în Africa de căpușele din genul Ornithodoros, dar virusul se transmite cu ușurință prin contactul direct cu animalele infectate (porci domestici, mistreți) sau indirect prin furaje, apă, așternut, alte materiale, mijloace de transport contaminate cu secrețiile și excrețiile provenite de la animalele contaminate sau prin îmbrăcămintea contaminată a crescătorilor de porci și a medicilor veterinari. Focare de pestă porcină africană la mistreți și porci domestici au apărut recent în Europa de Est (Caucaz, Ucraina, Rusia, Belarus, Statele Baltice, Republica Cehă, Ungaria, România, Republica Moldova), în America de Sud și Caraibe (Republica Dominicană). Pesta porcină africană a ajuns în august 2018 în China, care este cel mai mare producător mondial de carne de porc, fiind responsabilă pentru aproape jumătate din populația mondială de suine. Cu toate  că  Bulgaria a luat măsuri în scopul prevenirii pătrunderii pe teritoriul țării a virusului pestei porcine africane, inclusiv prin ridicarea unui gard la frontiera cu România pentru a preveni trecerea porcilor mistreți, autoritățile bulgare au anunțat că au depistat primul focar de pestă porcină africană din această țară pe 31 august 2018, la o fermă aflată în apropierea frontierei cu România. Mai nou, virusul pestei porcine a fost identificat pe 13 septembrie 2018 la mistreții din Belgia, la circa zece kilometri de granița cu Franța, iar autoritățile franceze au intrat în alertă.  În trecut această boală a fost înregistrată în Europa de Vest (Franța, Spania, etc.), unde a fost eradicată.
În țările (membre sau candidate) din Uniunea Europeană, în perioada 01.01.2018- 23.09.2018 au fost confirmate 1213 de focare de pestă porcină africană la porcii domestici (din care 1 în Bulgaria, 10 în Italia, 10 în Letonia, 49 în Lituania, 109 în Polonia, 949 în România și 85 în Ucraina) și 4113 de focare de pestă porcină africană la mistreți (din care 5 în Belgia, 28 în Republica Cehă, 198 în Estonia, 34 în Ungaria, 40 în Italia, 549 în Letonia, 1233 în Lituania, 1941 în Polonia, 49 în România și 36 în Ucraina). Potrivit unui comunicat ANSVSA din 01.11.2018 în România pesta porcină africană evolua în 17 județe (Sălaj, Bihor, Satu-Mare, Călărași, Brăila, Constanța, Ialomița, Galați, Ilfov, Tulcea, Buzău, Giurgiu, Dâmbovița, Teleorman, Maramureș, Vrancea, Dolj), în 276 de localități, cu un număr de 1.062 de focare (dintre care 15 în exploatații comerciale). De asemenea, au fost înregistrate 142 cazuri la mistreți. În total au fost eliminați 356.144 de porci afectați de boală.
Primul focar de pestă porcină africană în România a fost confirmat pe 31 iulie 2017 de Institutul de Diagnostic și Sănătate Animală într-o gospodărie de la periferia municipiului Satu-Mare.  În perioada 1 ianuarie – 10 august a anului 2018, în România au fost confirmate 645 de focare de pestă porcină africană la porcii domestici și 30 cazuri la mistreți; în perioada 10.06–10.07.2018 au fost identificate 300 de focare de pestă porcină în care au fost găsiți 268 de porci decedați și au fost sacrificați 2080 de porci. Primele cazuri de pestă porcină africană în Republica Moldova au fost confirmate în septembrie 2016 în raionul Dondușeni (la Cernoleuca și Moșana), lângă frontiera cu Ucraina; până la 21.08.2018 au fost înregistrate în total 20 focare ale bolii (16 la porcii domestici și  4 la mistreți), dintre care 2 focare în 2016, 8 focare în 2017, 10 focare în 2018.

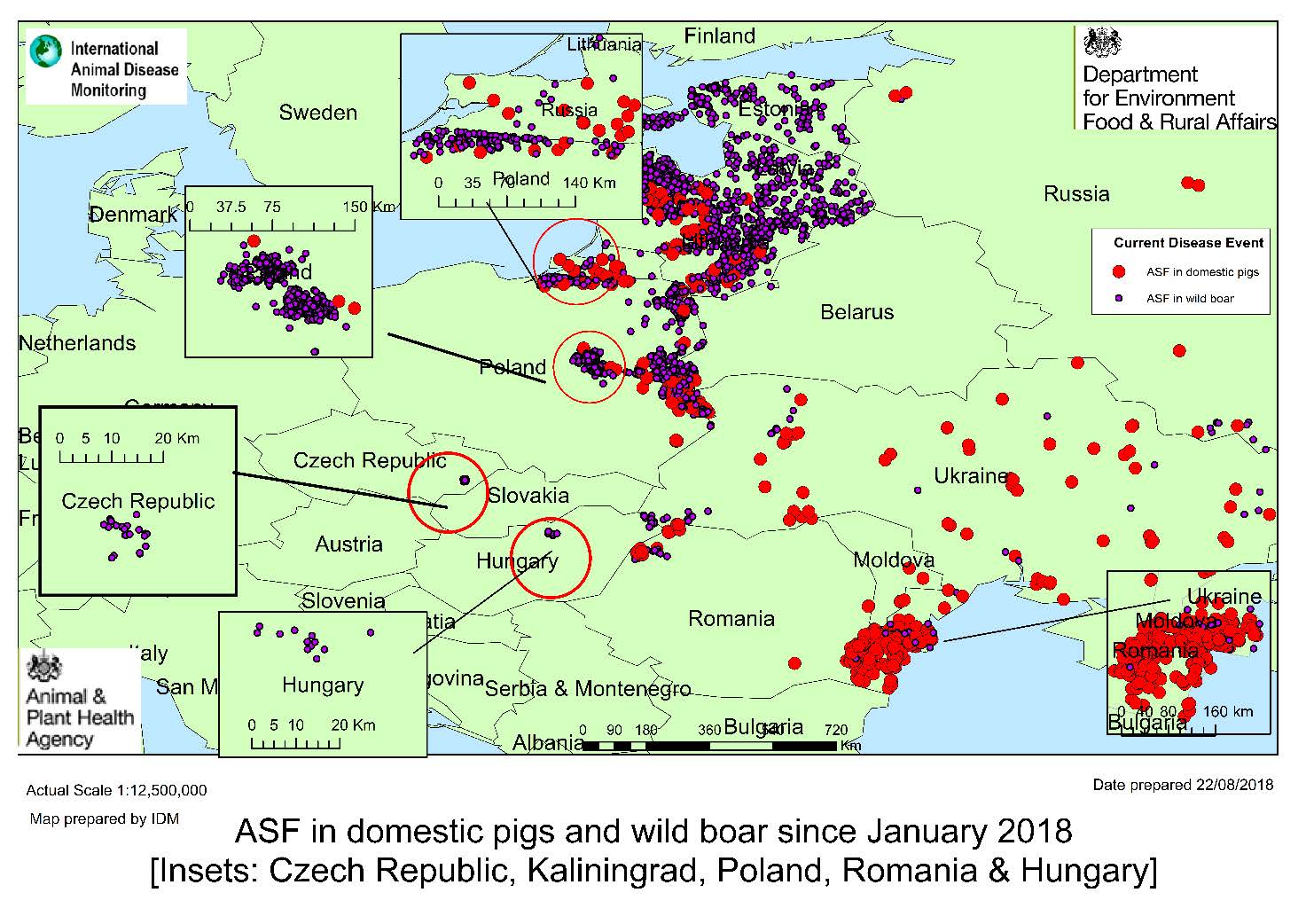
Evoluția epidemiei de pestă porcină africană la porcii domestici (puncte roșii) și mistreți (puncte violete) în Europa de Est în perioada 1 ianuarie-23 august 2018

Boala se prezintă sub mai multe forme clinice: supraacută, acută, subacută, cronică,  subclinică. Forma supraacută este rar întâlnită și se manifestă prin hipertermie (40,5-42,2°C) fără alte simptome, boala sub această formă durează 1-2 zile și sfârșitul este întotdeauna mortal. Forma acută este cel mai des întâlnită și se manifestă prin febră, anorexie, hemoragii cutanate și digestive, detresă respiratorie; moartea porcilor survine în aproape toate cazurile după o săptămână de boală. Un semn caracteristic al pestei porcine africane este cianoza pielii la extremități (urechi, coadă, membre) și pe abdomen. În forma mai moderată, subacută, boala durează 5-30 de zile, moartea survine la 15-45 de zile, în 30-70% din cazuri. Forma cronică se întâlnește în țările în care boala evoluează de mult timp, porcii pot prezenta pusee hipertermice la intervale neregulate, slăbire până la cahexie, artrite, tendinite, cecitate, necroze cutanate, mai ales în regiunea capului și gâtului, boala durează câteva săptămâni și chiar luni, cele mai multe animale mor în cele din urmă prin epuizare, în urma leziunilor pulmonare și digestive. Forma subclinică se înregistrează în țările în care boala evoluează de mult timp; porcii, cu toate că conțin virusul în organism, nu manifestă nici un semn clinic, comportându-se ca animale perfect sănătoase, însă ele sunt purtătoare și excretoare de virus, având un rol important în menținerea și difuzarea virusului.
Nu există un tratament sau vaccin specific. În absența unui vaccin eficient, singura modalitate de a opri răspândirea virusului în rândul porcinelor este sacrificarea tuturor porcilor din regiunile infectate și instituirea carantinei. Pentru a limita răspândirea bolii, se interzice importul de carne de porc și de mistreț din țările infectate. Pesta porcină africană nu afectează oamenii, neexistând nici cel mai mic risc de îmbolnăvire pentru oameni, însă este o epidemie de temut a porcilor care antrenează pierderi economice însemnate și are un impact uriaș la nivel social și mediatic. EUVET nu recomandă reducerea populației de mistreți, deoarece nu există dovezi că mistrețul este un amplificator al epidemiei curente de pestă porcină africană în gospodăriile individuale din România.
Pesta porcină africană nu trebuie confundată cu pesta porcină clasică (holera porcului), cauzată de un pestivirus (familia Flaviviridae), ale cărei simptome sunt foarte asemănătoare.

## Istoric

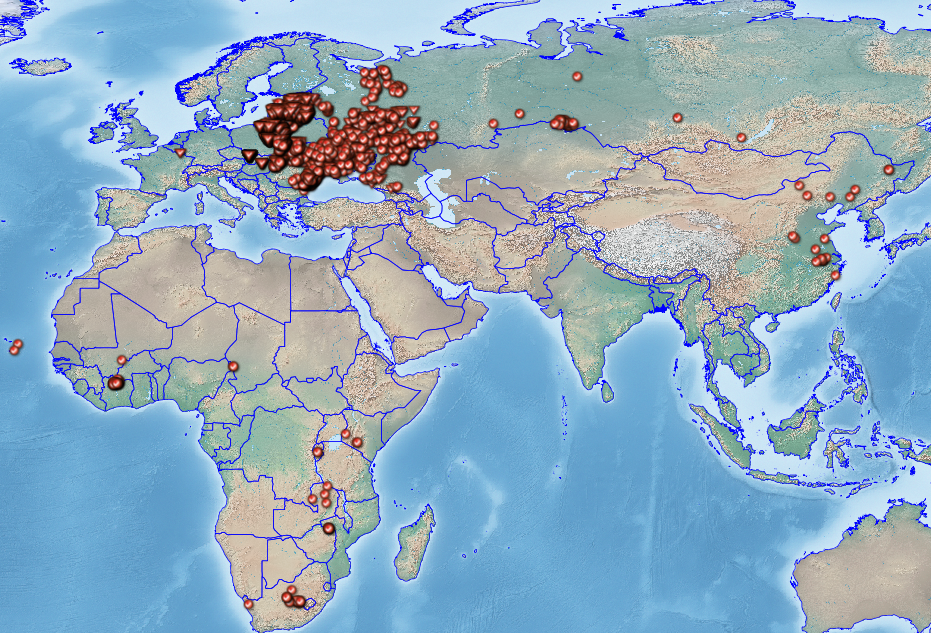
Evoluția pestei porcine africane în lume în perioada 1.01.2018 - 22.09.2018 la porcii domestici (cerculețe) și mistreți (triunghiuri).

Pesta porcină africană este endemică la porcii sălbatici din continentului african la sud de Sahara. Boala la porcii domestici a fost identificată pentru prima dată de Montgomery la începutul secolului XX în Kenya, când echilibrul dintre gazdele naturale  (porcii sălbatici africani) și agentul infecțios (virusul pestei porcine africane) a fost deformat prin introducerea de către coloniști a porcilor domestici din Europa în Africa. În primele decade ale secolului XX, boala a fost limitată numai la Africa, iar în 1957 boala a apărut în afara continentului african în Portugalia, provocând o boală supraacută cu o mortalitate de 100%. După o mică perioadă silențioasă ea a reapărut în Portugalia în 1960 și s-a răspândit rapid în toată Peninsulă Iberică și în alte câteva alte țări europene: în Spania (1960), Franța (1964), Italia (1967, 1969, 1993), Malta (1978), Belgia (1985) și Olanda (1986). În Peninsulă Iberică boala a rămas endemică aproape 30 de  ani – în Portugalia au existat focare în 1957, 1960-1993 și 1999, iar în Spania în 1960-1995. Cu excepția Sardiniei, unde boala este endemică, toate țările vest-europene au reușit să eradicheze pesta porcină africană. Cuba a fost prima țară din America care a fost afectată în 1971, aici boala a fost eradicată, dar numai după ce mai mult de 400.000 de porci au murit sau au fost sacrificați. În 1978, pesta porcină africană a ajuns în Brazilia, și s-a răspândit în Republica Dominicană (1978), Haiti (1979) și din nou în Cuba (1980). Boala a fost eradicată din emisfera vestică prin depopulare. Pesta porcină africană a fost înregistrată în 1977 și pe teritoriul fostei URSS - în regiunea Odessa și după unii autori și în Republica Moldova, dar a fost rapid eradicată prin sacrificarea porcilor. 
În 2007, pesta porcină africană a ajuns în Georgia, prin deșeurile contaminate de la bordul unui vapor, venit din Africa, cu care au fost hrăniți porcii, boala  a fost provocată de genotipul II al virusului pestei porcine africane care circulă în Mozambic, Madagascar și Zambia. Boala s-a răspândit rapid în întreaga regiune a Caucazului (Armenia, 2007 și Azerbaidjan, 2008) și în Federația Rusă (2007). În următorii ani, boala s-a răspândit din Rusia progresiv spre vest, ajungând în Ucraina (2012), Belarus (2013), în țările baltice (Lituania, Letonia și Estonia, 2014),  Polonia (2014), Republica Moldova (2016), România (2017), Republica Cehă (2017), Ungaria (2018), Bulgaria (2018), Belgia (2018). Genotipul II al virusului pestei porcine africane, similar cu cel din Georgia, a fost identificat în focarele din Republica Cehă, Estonia, Letonia, Lituania, Polonia și România. Mai nou, pesta porcină africană a ajuns în august 2018 și în China, care este cel mai mare producător mondial de carne de porc.

### Europa de Est
Focarele de pestă porcină africană în Europa în perioada 01/01/2018 - 04/11/2018.
| Specia afectată | Țara              | Data ultimului focar | Numărul de focare |
| --------------- | ----------------- | -------------------- | ----------------- |
| Porci domestici | Bulgaria          | 31/08/2018           | 1                 |
|                 | Italia            | 12/09/2018           | 10                |
|                 | Letonia           | 15/08/2018           | 10                |
|                 | Lituania          | 31/10/2018           | 51                |
|                 | Republica Moldova | 24/09/2018           | 22                |
|                 | Polonia           | 19/09/2018           | 109               |
|                 | România           | 02/11/2018           | 1079              |
|                 | Federația Rusă    | 30/10/2018           | 55                |
|                 | Ucraina           | 24/10/2018           | 95                |
|                 |                   | Total :              | 1432              |
| Mistreți        | Belgia            | 25/10/2018           | 76                |
|                 | Bulgaria          | 31/10/2018           | 3                 |
|                 | Republica Cehă    | 19/04/2018           | 28                |
|                 | Estonia           | 31/10/2018           | 206               |
|                 | Ungaria           | 01/11/2018           | 48                |
|                 | Italia            | 26/09/2018           | 41                |
|                 | Letonia           | 31/10/2018           | 593               |
|                 | Lituania          | 02/11/2018           | 1305              |
|                 | Republica Moldova | 24/09/2018           | 1                 |
|                 | Polonia           | 02/11/2018           | 2067              |
|                 | România           | 02/11/2018           | 89                |
|                 | Federația Rusă    | 30/10/2018           | 53                |
|                 | Ucraina           | 27/07/2018           | 36                |
|                 |                   | Total :              | 4546              |

#### Fosta URSS
Primele focare de pestă porcină africană din Europa de Est au fost înregistrate în 1977 în fosta URSS, virusul fiind introdusă în Odessa cu resturile alimentare contaminate de pe navele maritime cu care au fost hrăniți porcii. Au existat trei focare epizootice mari de pesta porcină africană: în regiunea Odessa, apoi în regiunea Kiev și în orașul Tavda din regiunea Sverdlovsk, ultimele două au fost legate de focarul din Odessa,  ca rezultat al folosirii de resturi alimentare contaminate în hrana porcilor. Întreaga populație de porcine din aceste focare a fost ucisă nu numai în zonele epidemice, dar și pe o rază de 30 km.  În regiunea Odessa au murit sau au fost sacrificați  360.500 de porci, adică 30,5% din numărul total de porci din regiune. Din acest număr au murit sau au fost sacrificați  în gospodăriile cu risc 63.750 porci, dintre care 14.240 au fost îngropați sau arși și 49.510 au fost sacrificați  în combinatele de carne, apoi au fost prelucrați termic și folosiți pentru fabricarea de conserve, cârnați fierți, și alte produse. În zonele cu risc (în principal, într-o rază de 20-30 km de la focarul epizootic) au fost uciși 206.750 porci în abatoare, cu prelucrare industrială ulterioară a porcilor sacrificați. Unii autori afirmă că a existat și un focar de pestă porcină africană în Republica Moldova în 1977, legat de cel din Odessa. Informațiile despre focarele de pestă porcină africană apărute în 1977 au fost ținute secrete de autoritățile sovietice, deoarece în acel an se sărbătorea 50 de ani de la Marea Revoluție din Octombrie. Pavel Petrovici Rahmanin, cel care a condus echipa de veterinari care a eradicat focarul din Odesa mărturisea într-un interviu "Porcii morți au fost aruncați în șanțuri. Apoi au fost stropiți cu motorină, benzină și li s-a dat focul cu aruncătoare de flăcări militare. Dar metoda s-a dovedit a fi puțin eficientă. Șanțul fumega trei săptămâni, iar coloană groasă de fum era dusă sus în cer. Americanii chiar au întrebat - ce se întâmplă în Odessa? Ei bine, le-am răspuns - este o luptă cu pesta porcină clasică (care mai era la noi). Am ajuns la concluzia că trebuie de săpat la o adâncime de trei metri. Tehnica militară săpa, iar cadavrele amestecate cu clorură de var erau aruncate în tranșee. Dar era foarte cald, și tranșeele au început să explodeze. Din cauza gazelor, cadavrele se umflau atât de mult încât nici stratul de trei metri de pământ nu ajuta. Abia apoi ne-am dat seama că cadavrele trebuiau deschise înainte de îngropare. Apoi, totul a mers bine. Mașinile săpau, porcii era mânați acolo, soldații trăgeau, veterinarii deschideau și acopereau cu clorură de var, buldozerele astupau.  În total, au fost distruse peste 700 de mii de capete de porci... Dacă în fermele de stat totul a mers bine, în cele individuale a fost mai greu. Oamenii ascundeau porcii. Au tăiat animalele, iar carnea au pus-o în borcane. Era imposibil de speriat oamenii din Odessa cu represiuni. A trebuit să-i convingem și să-i lămurim. Am scris chitanțe, în care am promis că o să fie plătiți la prețurile de pe piață. Și au fost plătiți. Acest lucru a trezit încredere. Toate pivnițele și beciurile au fost golite de carnea de porc... A fost un caz mai dificil. Un general a amenințat că va  folosi soldații dacă vom veni la ferma lui de porci. Având sprijinul comitetului regional de partid, i-am spus politicos - îmi pare rău, dar după astfel de vorbe puteți ieși de aici ca simplu soldat. Nu mă îndoiesc că așa ar fi fost dacă generalul se încăpățâna." Întrebat dacă a reușit să afle de unde a ajuns virusul în Odessa? Rahmanin a răspuns "Am reușit. Am verificat porturile din Odessa și Ilicevsk, și am citit toate jurnalele de bord ale navelor din decembrie 1976 până în aprilie 1977. Și s-a dovedit că unele nave au cumpărat produse pentru echipaj din Brazilia și Republica Dominicană, unde bântuia atunci pesta porcină africană. Iar rămășițele de mâncare de la bucătăriile navelor din Odessa a fost duse la porci."

#### Georgia
Reintroducerea pestei porcine africane (PPA) în Europa a avut loc în 2007 în Georgia, boala a fost identificată pentru prima dată în aprilie, în apropiere de portul Poti de la Marea Neagră; acest focar a fost probabil singura sursă de reintroducere a PPA și a tuturor cazurilor de PPA ulterioare din  Europa de Vest. Boala probabil a fost introdusă prin produsele din carne infectate transportate pe vapoarele internaționale, cu care au fost apoi hrăniți porcii, în mod asemănător cu ceea ce s-a întâmplat în anii 1970 și 1980 în câteva țări din America Latină și Europa, inclusiv Portugalia, Brazilia și Cuba. Izolarea virusului și analiza secvențială au arătat o omologie asemănătoare cu tulpina virală care a circulat în acea perioadă în sud-estul Africii. Boala din această țară a fost raportată la OIE la 5 iunie 2007. Numai un mic procent din focare a fost notificat, însă în numai două luni, virusul a infectat rapid populația indemnă de porci din Georgia, provocând moartea a 68.000 de animale sau 19% din populația susceptibilă din țară. Cu toate acestea, după august 2007, Georgia nu a mai raportat alte cazuri la OIE.

#### Armenia
A doua țară afectată din Caucaz a fost Armenia, care a notificat în mod oficial Organizația Mondială pentru Sănătate Animală (OIE) despre focarele de pestă porcină africană la sfârșitul lunii august 2007. De atunci și până la sfârșitul aceluiași an, au fost raportate 13 focare suplimentare. În 2007 în  4 luni aproximativ 25 de mii de porci domestici și 300 de mistreți au murit de boală sau au fost sacrificați. Între iulie 2007 și 2010, nu s-au raportat cazuri noi, în 2010 s-au raportat patru focare noi, iar în 2011, s-au semnalat alte unsprezece focare. Aceste focare recente au afectat și mistreții, în populațiile de mistreți din această țară au fost declarate trei focare care au avut loc în două provincii distincte. Potrivit Organizației Națiunilor Unite pentru Alimentație și Agricultură (FAO), în sistemul său online de informare privind bolile animalelor la nivel global (FAO EMPRES-i, 2017), din 2011 nu au existat cazuri noi în Armenia.

#### Azerbaidjan
În Azerbaidjan, o altă țară din Caucaz, a fost identificat numai un singur focar de PPA în ianuarie 2008. În acest focar din Azerbaidjan au murit și au fost sacrificați un total de 4.734 de porci. În 2013, mass-media națională a anunțat noi focare de PPA, dar ele nu au fost confirmate oficial.  În regiunea vecină din nord-vestul Iranului a fost găsiși mistreți infectați. Numărul mic de porci din aceste 2 țări islamice, crescuți în comunitățile creștine, a împiedicat răspândirea PPA din Caucaz spre țările vecine din est.

#### Federația Rusă
Federația Rusă a declarat primul focar recent de PPA în noiembrie 2007, de-a lungul graniței cu Georgia. Primul caz raportat a fost un mistreț găsit mort într-o văgăună din raionul Șatoi din Cecenia. Din acest focar boala s-a propagat spre est afectând populațiile de mistreți. Între 2008 și 2010, a apărut o zonă endemică în statele federale din sudul și nordul Caucazului al Rusiei. În această zonă endemică s-a stabilit un ciclu epidemiologic al bolii între mistreți și porcii domestici lăsați liberi. În regiunea Caucazului, porcii domestici sunt tradițional ținuți neînchiși, ceea ce a permis transmiterea PPA prin contact direct între porcii domestici și mistreți în ambele direcții. În trei ani au fost înregistrate 177 de focare în Osetia de Nord, Cecenia, Kabardino-Balkaria, Ținutul Krasnodar și Ținutul Stavropol. Între 2011 și 2013 apăreau focare noi în zonele indemne din Districtul Federal Nord-Caucazian. Potrivit FAO, începând cu 2009, focarele de PPA au apărut în Federația Rusă, atât în populațiile de porci domestici, cât și în cele de mistreți. Boala a început să se răspândească spre nord, în partea europeană a Federației Ruse, ajungând în regiunile din jurul Moscovei, Regiunea Tver, Regiunea Leningrad și Regiunea Murmansk, la hotarul cu Finlanda. În 2012, în regiunea Tver, lângă Moscova, a apărut o nouă zonă endemică, cu un total de 34 de focare în perioada mai 2011 și august 2012. Prezența PPA în Federația Rusă a reprezentat cel mai mare pericol pentru Uniunea Europeană și restul Europei, având în vedere numărul mare de porci  crescuți în această țară, dimensiunea sa geografică mare, proximitatea și legăturile comerciale extinse cu Uniunea Europeană. Răspândirea PPA în salturi geografice din prima zonă endemică din Caucaz spre regiunile din nordul Rusiei este considerată ca o consecință ale activităților antropogene, cum ar fi importul de carne sau produse din carne infectate, transportul ilegal de porci infectați, hrănirea porcilor cu resturi alimentare contaminate. Potrivit unui bilanț al Rosselhoznadzor (Россельхознадзор) în perioada 2007 – august 2018 în Federația Rusă au fost identificate 1367 focare de pesta porcină africană, din care 828 în  populațiile de mistreți și 539 la populațiile de porci domestici, iar în perioada 1.01.2018 - 31.08.2018 au fost identificate 93 de focare, din care 49 în  populațiile de mistreți și 40 la populațiile de porci domestici. În perioada 2007-2017 pesta porcină africană a evoluat în Federația Rusă astfel:
- în 2007 - 2 focare (în  populațiile de mistreți);
- în 2008 - 62 focare (40 - în gospodăriile individuale, 3 - în fermele de porci, 19 - în  populațiile de mistreți);
- în 2009 - 73 focare (43 - în gospodăriile individuale, 4 - în fermele de porci, 26 - în  populațiile de mistreți);
- în 2010 - 84 focare (39 - în gospodăriile individuale, 23 - în fermele de porci, 22 - în  populațiile de mistreți);
- în 2011 - 53 focare (29 - în gospodăriile individuale, 10 - în fermele de porci, 14 - în  populațiile de mistreți) și 10 obiecte infectate;
- în 2012 - 106 focare (40 - în gospodăriile individuale, 21 - în fermele de porci, 45 – în populațiile de mistreți) și 14 obiecte infectate;
- în 2013 - 228 focare (75 - în gospodăriile individuale, 3 - în fermele de porci, 150 - în  populațiile de mistreți) și 6 obiecte infectate;
- în 2014 - 80 focare (25 - în gospodăriile individuale, 7 - în fermele de porci, 48 - în  populațiile de mistreți) și 1 obiect infectat;
- în 2015 - 85 focare (45 - în gospodăriile individuale, 0 - în fermele de porci, 40 - în  populațiile de mistreți) și 1 obiect infectat;
- în anul 2016 - 298 focare (209 - în gospodăriile individuale, 13 - în fermele de porci, 76 - în  populațiile de mistreți) și 12 obiecte infectate;
- în 2017, 203 de focare (140 în gospodăriile individuale, 9 în fermele de porci, 54 în  populațiile de mistreți) și 23 obiecte infectate.

#### Ucraina
Pesta porcină africană din teritoriile sudice și centrale ale Rusiei a ajuns în regiunile nord-estice ale Ucrainei. Cu toate acestea, primul caz al bolii în Ucraina din regiunea Zaporojie (în iulie 2012), în care 3 din 5 porci dintr-o cocină au murit, a arătat că cauza primului caz de pestă porcină africană pe teritoriul Ucrainei nu au fost mistreții, ci oamenii, focarul fiind găsit la o distanță considerabilă de zona de răspândire a bolii în Rusia.  Cel de-al doilea focar a fost observată abia în 2014 la un mistreț în regiunea Lugansk din nord-estul Ucrainei, găsit mort pe malul unui râu lângă granița cu Federația Rusă. Se crede că acest focar a fost rezultatul presiunii cinegetice (adică a vânătorii) intensă de lângă graniță. Aici boală probabil a fost cauzată de pătrunderea în Ucraina a mistreților infectați de pe teritoriul statului vecin Rusia, în special în regiunile Lugansk, Cernigov și Sumsk. Dovada este că din cele 16 cazuri din 2014 - 12 cazuri au fost înregistrate la mistreți și patru  la porcii domestici din sectorul privat. În aprilie 2017, din 208 de cazuri identificate, doar 14% au fost identificate printre mistreți din cauza numărului redus al lor din Ucraina, comparativ cu alte țări europene. Mistreții nu sunt sursa principală de răspândire a virusului pestei porcine africane în Ucraina. Cauza majoră a răspândirii pestei porcine africane este omul. Conform datelor OIE în  perioada 30.07.2012 - 09.03.2018 pe teritoriul Ucrainei au identificate 407 focare de pestă porcină africană. Dintre acestea, 318 focare la porcii domestici și 89 la mistreți. Pe parcursul perioadei de monitorizare boala a fost găsită în regiunile Rivne, Kiev, Cernigov, Sumsk, Jitomir, Poltava, Zaporojie, Odessa, Nikolaev, Cerkassî, Lugansk, Kirovograd, Hmelnițki, Cernăuți, Vinița, Volînsk, Harkov, Herson, Donețk, Ternopol, Dnepropetrovsk, Transcarpatia, Ivano-Frankovsk și Lvov. În 2016, au fost înregistrate în Ucraina 87 de focare de pestă porcină africană. În 2017 au fost găsite 157 focare. Dintre acestea, 121 la porcii domestici și 36 la mistreți. În 2018 (până în 09.03.2018) au fost identificate 112 focare de pestă porcină africană.

#### Belarus
Belarus a raportat prima dată pesta porcină africană la 21.06.2013 la  porcii domestici dintr-o curte din regiunea Grodno din vestul țării, lângă  granița cu Polonia; un porc a fost găsit mort, iar 15 au fost sacrificați. Pe data de 4.07.2013, cel de-al doilea focar a fost raportat în regiunea Vitebsk, lângă granița cu Rusia, la o fermă comercială mare, unde erau crescuți 20.000 de porci, aici au fost găsiți morți 21 de porci, iar 1089 au fost sacrificați. Există mai multe publicații în mass-media cu privire la măsurile de control al pestei porcine africane implementate de autorități în Belarus înainte și după aceste două cazuri oficial raportate, în care sunt descrise mai multe decese suspecte la mistreți sau porci domestici în perioada 2012-2013, inclusiv impunerea carantinei și depopulări masive ale porcilor domestice și mistreților, dar acestea au fost negate de autorități. Pe 27.11.2017 Belarus a notificat boala la un mistreț și există îngrijorarea că virusul pestei porcine africane a infectat populația de mistreți în regiunile care se învecinează cu regiunea Smolensk și, eventual, în alte părți ale Belarusului. Federația Rusă a suspectat ca autoritățile din Belarus ascund situația reală a bolii și au introdus de câteva ori interdicții temporare privind importul de produse din carne de porc și de porci vii din Republica Belarus.

#### Lituania
Pe 24 ianuarie 2014, genotipul II al virusului pestei porcine africane care circula în Europa de Est a pătruns pe teritoriul UE în Lituania. În insula italiană Sardinia pesta porcină africană este endemică din 1978, dar este cauzată de genotipul I al virusului pestei porcine africane. Primele două cazuri de boală din Lituania au fost găsite la mistreți, la 40 km de la granița cu Belarus. Analiza genotipului a arătat că tulpina virală din aceste cazuri are o omologie de 100% cu tulpina virală din regiunea Grodno, Belarus. Din ianuarie 2014 până în iulie 2014, nu au fost raportate cazuri noi. În iulie 2014, au fost găsite două noi focare în zone situate la 160-180 km față de cazurile anterioare. Ambele focare au apărut la porcii domestici, unul din aceste focare având loc la o mare fermă comercială unde au murit și au fost sacrificați aproape 20.000 de animale. În acest caz virusul pestei porcine africane a fost introdus prin activități umane. De la apariția primului focar până la 17 mai 2017, la OIE au fost raportate 664 de focare, dintre care doar 5,7% la porcii domestici (FAO EMPRES-i, 2017). În perioada 01/01/2018-02/09/2018 au fost confirmate 49 de focare de pestă porcină africană la porcii domestici și 1184 de focare la mistreți.

#### Polonia
Polonia a fost a doua țară din UE care a declarat un caz de pestă porcină africană pe 14 februarie 2014. Primul caz a fost găsit la un mistreț găsit mort, care a fost testat pozitiv pentru ADN-ul virusului pestei porcine africane, la 900 de metri de granița cu Belarus. Trei zile mai târziu, o nouă carcasă proaspătă de mistreț a fost testată pozitiv pentru virusului pestei porcine africane la trei km de granița cu Belarus și la 15 km față de cazul precedent. De la jumătatea lunii februarie până la mijlocul lunii aprilie 2014, autoritățile poloneze au căutat în mod activ virusul, prelevând probe și testând 1.033 de eșantioane de la porcii domestici și 2.868 de eșantioane de la mistreți, toate fiind negative. Cu toate acestea, în mai 2014, a fost găsit un caz nou - o carcasă infectată de mistreț scoasă dintr-un râu la granița Poloniei cu Belarus. În următoarele 12 luni, au fost confirmate 40 de cazuri de pestă porcină africană pe o rază de 30 km față de cel de-al doilea caz găsit. Primul caz de pestă porcină africană la porcii domestici a fost identificat la sfârșitul lui iulie 2014 într-o gospodărie cu 8 porci. De la primul caz până la 17 mai 2017 au fost confirmate 222 de focare în Polonia, aproape 90% dintre aceste focare au apărut la mistreți (FAO EMPRES-i, 2017). După  datele OIE, din februarie 2014 până la 3 septembrie 2018, în Polonia au fost confirmate 2831 focare de pestă porcină africană; dintre acestea, 207 focare în rândul porcilor domestici și 2624 la mistreți. În perioada 01.01.2018-02.09.2018 au fost confirmate în Polonia 105 focare de pestă porcină africană la porcii domestici și 1862 la mistreți. Pesta porcină africană în Polonia a avut o răspândire geografică limitată în populațiile de mistreți, majoritatea cazurilor fiind găsite în zonele din apropierea graniței cu Belarus. Rezultatele analizei genetice a virusului pestei porcine africane, împreună cu rezultatele epidemiologice, confirmă faptul că virusul găsit în Polonia și Lituania își are originea în Belarus.

#### Letonia
Următoarea țară din UE afectată de pesta porcină africană a fost Letonia. La 26 iunie 2014, în partea de sud a țării, în apropierea graniței cu Belarus, au fost găsiți trei mistreți morți, care au fost testați pozitivi pentru pesta porcină africană. În ziua următoare, primul caz a fost confirmat la porcii domestici într-o gospodărie cu trei porci. Boala s-a răspândit rapid și o lună mai târziu a fost găsită în partea centrală a țării și în regiunile limitrofe cu Federația Rusă (Ludza și Rezekne). La sfârșitul lui iulie, a fost confirmat un nou caz la mistreț și un caz la o fermă cu 58 de porci, sursa introducerii virusului în fermă fiind iarba contaminată folosită ca hrană pentru porci. Până în 2017 pesta porcină africană la mistreți a fost găsită pe o suprafață de aproape 70% din teritoriul total al țării. Până în 17 mai 2017 s-au confirmat un total de 1.184 de focare, majoritatea cazurilor fiind la mistreți (96,2%) și doar un procent mic la porcii domestici (3,8%); focarele găsite la porcii domestici în această perioadă au dus la moartea și sacrificarea a 1035 de animale (FAO EMPRES-i, 2017). Din 2014 până la 21.08.2018 în Letonia au fost identificate 2639 de focare de pesta porcină africană. În 2016, s-au înregistrat 245 focare de boală la mistreți. În 2017 au fost înregistrate 955 focare la mistreți și 8 focare în rândul porcilor domestici. În perioada 01.01.2018-02.09.2018 au fost confirmate 10 focare de pestă porcină africană la porcii domestici și 517 focare la mistreți.

#### Estonia
Estonia a fost a patra țară din UE în care a fost găsită pesta porcină africană. În septembrie 2014, un pui de mistreț a fost găsit mort și testat pozitiv pentru pesta porcină africană, la 6 km de frontiera cu Letonia. La cinci zile după aceea, un mistreț mort a fost găsit la 25 km de focarul anterior și a fost testat pozitiv pentru virusul pestei porcine africane. În aceeași lună, un alt mistreț a fost găsit mort și testat pozitiv, la 220 km față de cazul precedent. Autoritatea Europeană pentru Siguranța Alimentară (EFSA), într-o publicație științifică din 2017, a considerat că există patru grupuri de focare de pesta porcină africană în Estonia, inclusiv un grup cu două cazuri la mistreții din insula Saaremaa. Apariția infecției pe această insulă se datorează omului. Datorită barierelor naturale dintre această insulă și continent, nu a fost posibilă introducerea infecției prin migrarea mistreților de pe continent. De la primul caz până la 17 mai 2017 au fost confirmate 1054 focare în Estonia, din care 98,3% la mistreți și doar 18 focare la porcii domestici; pesta porcină africană a dus în această perioadă la moartea a 62 și distrugerea a 21.508 de porci domestici (FAO EMPRES-i, 2017). În perioada 01.01.2018-02.09.2018 au fost confirmate 192 focare de pestă porcină africană la mistreți și nici unul la porcii domestici.

#### Republica Moldova
Pe teritoriul Republicii Moldova din 2016 până la 06.09.2018 au fost găsite 24 focare de boală. În 2016, au existat 2 focare în raionul Dondușeni. În 2017 au fost identificate opt focare de pesta porcină africană. Patru focare au fost identificate la porcii domestici crescuți în gospodării individuale din raioanele Soroca, Edineț, Ștefan-Vodă și Hîncești. La mistreții sălbatici, boala a fost identificată în raioanele Cahul (2 focare), Cimișlia și Orhei. În 2018 până la 06.09.2018 au fost identificate 14 focare de pestă porcină africană la porcii domestici în raioanele Căușeni (1) Ștefan-Vodă (5), Taraclia (1), Anenii Noi (1), Cahul (1), Ceadîr-Lunga (3) și în orașul Vulcănești (2). Organizația pentru Alimentație și Agricultură a Națiunilor Unite (FAO) a acordat asistență Agenției Naționale pentru Siguranța Alimentelor (ANSA) a Republicii Moldova în prevenirea și controlul pestei porcine africane. FAO a menționat că Republica Moldova a arătat un bun exemplu în controlul pestei porcine africane.
În Republica Moldova pesta porcină africană a fost identificată pentru prima dată pe 29 septembrie 2016. Au fost găsite două focare în gospodăriile țărănești din raionul Dondușeni, în nordul Moldovei, la granița cu Ucraina. Un focar a fost găsit într-un coteț cu 10 porci în satul Moșana, iar al doilea focar în satul Cernoleuca într-un coteț cu 3 porci. Sursa de infecție a fost, cel mai probabil, hrănirea porcilor cu lături care conțineau rămășițe de carnea infectată și produse de carne aduse din Ucraina. Cu câteva zile înainte ca animalele să se îmbolnăvească, proprietarii au cumpărat din Ucraina carne de porc ieftină din surse necunoscute. În Ucraina, produsele din carne de porc erau la acel moment de două-trei ori mai ieftine decât în Moldova. Aceste focare au fost eradicate operativ, iar la sfârșitul lui decembrie 2016 toate restricțiile impuse au fost ridicate.
Nu s-au raportat cazuri noi până în martie 2017, când au fost confirmate două focare noi la porcii domestici, în satul Rublenița din raionul Soroca și satul Brătușeni din raionul Edineț. Un nou caz a fost identificat în octombrie 2017 în satele Palanca și Tudora din raionul Ștefan Vodă la porcii domestici, unde au fost găsiți 8 porci morți, iar 7 au fost sacrificați. Ultimul focar identificat în 2017 la porcii domestici a fost cel din satul Cărpineni, raionul Hîncești, unde în noiembrie a fost găsit un porc mort într-o gospodărie din localitate. În noiembrie au fost identificați 3 mistreți infectați în întreprinderea silvo-cinegetice de stat "Manta-V" din raionul Cahul, în ocolul silvic Vatici din raionul Orhei și în ocolul silvic Zloți din raionul Cimișlia.
În 2018 primul caz confirmat de pestă porcină africană a fost identificat pe data de 28 februarie într-o gospodărie particulară din satul Ursoaia, raionul Căușeni. Pe data de 26 aprilie 2018, prin testele de laborator a fost confirmat un focar la porcii domestici, într-o gospodărie particulară din satul Palanca, raionul Ștefan Vodă. Pe 10 mai 2018, Centrul Republican de Diagnostic Veterinar (CRDV) prin testele de laborator a confirmat prezența virusului pestei porcine africane în probele prelevate de la porcii domestici din satul Beșghioz, raionul Ceadîr-Lunga. Pe 11 mai 2018, s-a confirmat prezența virusului pestei porcine africane în probele prelevate de la porcii domestici din satul Tvardița, raionul Taraclia. Pe data de 8 iunie 2018 s-a confirmat un focar de pestă porcină africană  la porci domestici, într-o gospodărie particulară situată la 1,5 km de localitatea Mereni, raionul Anenii Noi.  Pe 19 iulie 2018, s-a confirmat un focar de pestă porcină africană, la doi porci domestici, găsiți morți la marginea  unui teren agricol situat la o distanță de  800 metri de orașul Vulcănești. Pe data de 31 iulie 2018, într-o gospodărie particulară din satul Giurgiulești, raionul Cahul au pierit 3 porcine. În gospodăria sus nominalizată se întrețineau 8 porcine. Pe data de 10.08.2018 într-o gospodărie particulară din orașul Vulcănești, care se află în zona de protecție a focarului de pestă porcină africană înregistrat pe 19 iulie 2018 au pierit trei purcei aproximativ de 20 kg. În gospodăria sus nominalizată se întrețineau 10 porcine. Cazuri noi de pestă porcină africană au fost confirmate de Centrul Republican de Diagnostică Veterinară prin testele de laborator  din data de 27.08.2018 și 29.08.2018 la porci domestici din satele Crocmaz și Olănești din raionul Ștefan Vodă. În perioada 01.09.2018 – 10.09.2018 în au fost înregistrate 4 focare de pestă porcină africană la porci domestici, din care două focare în raionul Cahul, satul Paicu, un focar în raionul Ștefan Vodă, satul Tudora, un focar în raionul Ștefan Vodă, satul Olănești. În perioada 11.09.2018 – 19.09.2018 au fost înregistrate 3 (trei) focare de pestă porcină africană la porci domestici: două focare în raionul Ștefan Vodă, s. Palanca și un focar în raionul Ștefan Vodă, s. Tudora și un focar de pestă porcină africană la mistreți în raionul Ștefan Vodă, satul  Palanca.

#### România
Încă din 2008, Organizația Națiunilor Unite pentru Alimentație și Agricultură (FAO) și Autoritatea Europeană pentru Siguranța Alimentară (EFSA) a Uniunii Europene au avertizat în mod repetat asupra riscului crescut de răspândire a pestei porcine africane în țările vecine cu Rusia, inclusiv în Europa de Est, unde distribuția continuă a crescătorilor de porci în gospodărie individuale de-a lungul granițelor dintre Ucraina, Belarus, Moldova, Polonia, Slovacia, Ungaria și România oferă condiții ideale pentru persistența și răspândirea virusul în această regiune. S-a estimat că dacă boala se va stabili în vestul Ucrainei, va fi foarte dificil de controlat și de împiedicat răspândirea progresivă spre vest în Polonia, Slovacia, Ungaria, Moldova și România și spre nord în Belarus, unde creșterea porcilor în exploatațiile nonprofesionale este larg răspândită și numărul mistreților este mare. Analizele de risc efectuate de FAO, EFSA și Rosselhoznadzor (Россельхознадзор) din Federația Rusă au arătat că sunt posibile două căi de pătrundere a virusului pestei porcine africane în Europa: calea nordică - prin Belarus, Statele Baltice, Polonia și Ucraina, și calea sudică - prin Ucraina, România și Austria.
Consiliul Uniunii Europene a adoptat în iunie 2002 "Directiva 2002/60/CE a Consiliului din 27 iunie 2002 de stabilire a dispozițiilor specifice de combatere a pestei porcine africane și de modificare a Directivei 92/119/CEE în ceea ce privește boala Teschen și pesta porcină africană" în care a stabilit măsurile comunitare minime de combatere a pestei porcine africane. Uniunea Europeană (UE) a adoptat Decizia Comisiei 2003/422/CE din 26 mai 2003 de aprobare a manualului de diagnostic al pestei porcine africane și Decizia de punere în aplicare 2013/426/UE  a Comisiei din 5 august 2013 privind măsurile de prevenire a introducerii în Uniune a virusului pestei porcine africane din anumite țări terțe sau din părți ale teritoriului unor țări terțe în care este confirmată prezența bolii respective și de abrogare a Deciziei 2011/78/UE În octombrie 2014 Comisia Europeană a adoptat "Decizia 2014/709/UE de punere în aplicare a Comisiei din 9 octombrie 2014 privind măsurile zoosanitare de combatere a pestei porcine africane în anumite state membre și de abrogare a Deciziei de punere în aplicare 2014/178/UE". În 2015 Comisia Europeană ca răspuns la situația epidemiologică în vestul Europei a elaborat strategia pentru pesta porcină africană în partea estică a Uniunii Europene (SANTE/7113/2015) care a fost actualizată de câteva ori, ultima oară în 2018.
Autoritatea Națională Sanitară Veterinară și pentru Siguranța Alimentelor (ANSVSA) a raportat la Organizația mondială pentru sănătate animală (OIE) și Comisia Europeană principalele probleme și măsuri luate în România privind pesta porcină africană și a efectuat în 2012, 2013, 2014 și 2016 o analiză calitativă a riscului de pătrundere a pestei porcine africane în România, care este redată în tabelul de mai jos.
| Nr. | Identificarea factorilor de risc | Factori de risc suplimentari | Evaluarea generala a impactului pe care l-ar avea introducerea bolii | Riscul prezent pentru România | Activități profilactice sau corective pentru limitarea bolii |
| --- | --- | --- | --- | --- | --- |
| 1   | Mistreții din Ucraina și Republica Moldova care pot trece granița, în migrațiile lor sezoniere în căutare de biotopuri favorabile. | Lipsa de bariere la graniță, focarele apropiate de pestă porcină africană din Ucraina ca cele din regiunea Odessa și regiunea Nicolaev din 2015, aflate la o distanță mai mică de 200 km de România. | Impact foarte mare, din cauza supravegherii pasive foarte reduse a mistreților care ține de pădurari, vânători, medici veterinari și biosecurități slabe din exploatațiile non-profesionale și din exploatațiile de tip A, și ca consecință contactul mistreților cu porcii domestici și transmiterea virusului. | Risc crescut, în contextul epidemiologic actual de apropiere a virusului de granițele României, de metodele de creștere a porcilor practicate în România și de supravegherea pasivă necorespunzătoare. | Adoptarea de urgență a unei hotărâri de guvern privind pesta porcină africană care să prevadă: un sistem de creștere a porcilor mai restrictiv, cu exploatații la care se vor impune măsuri de biosecuritate; o recompensă pentru aducerea de probe de la porcii domestici sau mistreții morți sau bolnavi; introducerea unor măsuri referitoare la vânătoare în județele de graniță, unde numărul mistreților ar trebui diminuat pentru a scădea propagarea virusului în populațiile de mistreți, în cazul pătrunderii virusului pe teritoriul României; creșterea numărului de probe prelevate în supravegherea pasivă a porcilor domestici și mistreților, prin reactualizarea programului cofinanțat de Uniunea Europeană pentru supravegherea și controlul pestei porcine africane.             |
| 2   | Produsele de origine animală introduse ilicit de călătorii care sosesc în România cu autoturismele, trenurile, avioanele, vasele și camioanele din Ucraina și Moldova, produse care nu sunt corect confiscate, colectate, manipulate și distruse. | Lipsa controlului adecvat la frontieră a bagajelor călătorilor; lipsa controlului asupra modului de colectare și neutralizare a produsele de origine animală. | Impact moderat, deoarece nu există aeroporturi și porturi în zona frontierelor nord-estice ale României; însă există pericolul introducerii produselor animale prin bagajele călătorilor care trec prin punctele de trecere a frontierei cu autovehiculele sau trenul. | Risc crescut, dacă nu se încheie protocoale între DSVSA județene, vamă și poliția de frontieră privind controlul bagajelor călătorilor, confiscarea produselor introduse ilicit și colectarea și distrugerea lor corespunzătoare, ori dacă nu se adoptă urgent o hotărâre de guvern elaborat de ANSVSA în acest sens. | Afișarea în locuri vizibile la frontieră a informațiilor conținând prevederile Regulamentului Uniunii Europene 206/2009 privind introducerea în Comunitatea Europeană a transporturilor personale cu produse de origine animală și de modificare a Regulamentului (CE) nr. 136/2004, în punctele de trecere a frontierei României în care nu sunt înființate posturi de inspecție la frontieră. Adoptarea legislație care să impună controalele obligatorii ale bagajelor la trecerea frontierei. Încheierea unor protocoale între DSVSA județene, vamă și poliția de frontieră privind controlul bagajelor călătorilor, confiscarea produselor introduse ilicit și colectarea și distrugerea lor corespunzătoare. Identificarea posibilității de distrugere a acestor deșeuri, la nivel teritorial. |
| 3   | Deșeurile alimentare provenite din trenurile, avioanele, vasele și camioanele ce vin din Ucraina și Moldova și care nu sunt corect colectate, manipulate și distruse.                                                                             | Lipsa unui control adecvat în porturi și aerogări asupra modului de colectare, predare și neutralizare a acestor deșeuri. | Impact scăzut, datorită unor proceduri internaționale privind colectarea și neutralizare acestor deșeuri. Impact moderat, dacă deșeurilor sunt aruncate de șoferii de camion care vin din Ucraina. | Risc moderat, deoarece mai multe regiuni din Ucraina sunt deja infectate și infecția în această țară este prezentă mai ales de-a lungul căilor rutiere. | Afișaj informativ în locuri vizibile la frontieră, conținând prevederile Regulamentului Uniunii Europene 206/2009 privind introducerea în Comunitatea Europeană a transporturilor personale cu produse de origine animală și de modificare a Regulamentului (CE) nr. 136/2004, în punctele de trecere a frontierei României în care nu sunt înființate posturi de inspecție la frontieră. Efectuarea unor controale repetate ale porturilor și aerogărilor privind respectarea procedurilor internaționale privind colectarea și distrugerea deșeurilor menajere și de catering; |
| 4.  | Conjuncturi favorabile introducerii virusului pestei porcine africane în teritoriul național. | Biosecuritatea neadecvată din exploatațiile non-profesionale și din cele de tip A din România. Delta Dunării ca loc propice pentru răspândirea virusului în zona de Est a țării. Creșterea în semiliberate a porcilor în Delta Dunării, Insula mică a Brăilei etc. Absența unei legislații restrictive privind mișcarea porcilor domestici crescuți în exploatația non-profesionale și în exploatațiile de tip A. | Impact mare, luând în considerație: vecinătatea cu statele vecine în care evoluează boala; sistemul de creștere a porcilor în România, în care nu sunt stabilite prin lege măsurile de biosecuritate în exploatațiile non-profesionale; neaplicarea prevederilor legislației curente (Legea 407/2006, reactualizată, privind vânătoarea și OUG 57/2007 – Legea 49/2011 privind regimul ariilor protejate ce cuprind interdicții a creșterii porcilor în stare de libertate în rezervații și în fondurile cinegetice. | Risc crescut, în contextul epidemiologic actual, deoarece acestea reprezintă principalele puncte critice ale sistemului de creștere a porcilor în România, identificate în misiunea EUVET privind pesta porcină africană în România.                                                                                  | Elaborare a unor legi care să corecteze sistemul de creștere a animalelor în România și să impună restricții privind circulația animalelor din exploatațiile care nu respectă reguli de biosecuritate. Stabilirea prin legislație a măsurilor clare de biosecuritate pentru exploatațiile non-profesionale, exploatațiile de tip A și pentru exploatațiile de vânat. Efectuarea de controale frecvente privind aplicarea prevederilor Legii 407/2006 modificată și a OUG 57/2007 și a Legii 49/2011 privind regimul ariilor naturale protejate. |
| 5.  | Prin carne proaspătă și congelată și alte produse de la animale infectate | Micul trafic de frontieră | Impact crescut, deoarece în teritoriile vecine României (Ucraina, Republica Moldova) evoluează în prezent boala. | Risc foarte crescut, în contextul epidemiologic actual și a circulației libere între Republica Moldova și Ucraina, și Republica Moldova și România. Aprovizionarea cu carne și produse din carne de porc din Ucraina, unde prețurile acestora sunt scăzute foarte mult din cauza restricțiilor din cauza bolii.       | Informarea populației privind riscul de îmbolnăvire a porcilor. Afișajul la punctele de trecere a frontierei a prevederilor Regulamentului Uniunii Europene 206/2009 privind introducerea în Comunitatea Europeană a transporturilor personale cu produse de origine animală și de modificare a Regulamentului (CE) nr. 136/2004, în punctele de trecere a frontierei de stat a României în care nu există posturi de inspecție la frontieră. Controale la frontieră ale bagajelor călătorilor și confiscarea și distrugerea produselor. |
| 6.  | Comerțul intracomunitar (în interiorul Comunității Europene) cu porcine | Neglijențe în monitorizarea sistemului TRACES (Trade Control and Expert System) privind transporturile de porcine din zonele de restricție din Lituania, Letonia, Estonia și Polonia. | Impact scăzut, în ultimii ani nu au existat cazuri de încălcări ale prevederilor Deciziei de punere în aplicare a Comisiei din 9 octombrie 2014 privind măsurile zoosanitare de combatere a pestei porcine africane în anumite state membre și de abrogare a Deciziei de punere în aplicare 2014/178/UE | Risc foarte scăzut datorită modului riguros de monitorizare a comerțului intracomunitar cu animale. | Monitorizarea corectă și continuă a activităților de comerț în interiorul Comunității Europene prin sistemul TRACES. |
| 7   | Camioanele care se întorc din spațiul extracomunitar (din țările din afara Uniunii Europene) după ce au transportat animale și care au traversat zone infectate.                                                                                  | Evoluția pestei porcine africane în Rusia, Ucraina și Republica Moldova | Impact moderat, deoarece numărul camioanelor din Rusia și Ucraina care tranzitează România nu este foarte mare, dar pericolul nu poate fi exclus. | Risc moderat, în contextul epidemiologic actual din Europa de Est. | Stabilirea unei proceduri de control al documentelor privind dezinfecția la intrarea în țară a camioanelor și de dezinfecție a celor care nu îndeplinesc această condiție, conform Deciziei de punere în aplicare 2013/426/UE a Comisiei din 5 august 2013 privind măsurile de prevenire a introducerii în Uniunea Europeană a virusului pestei porcine africane din anumite țări terțe sau din părți ale teritoriului unor țări terțe în care este confirmată prezența bolii respective și de abrogare a Deciziei 2011/78/UE, cu modificările aduse prin Decizia de punere în aplicare 2014/84/UE a Comisiei din 12 februarie 2014. Construirea de puncte de dezinfecție rutieră la frontieră. |

Creșterea porcilor în exploatații neprofesionale din gospodăriile individuale țărănești este foarte răspândită și tradițională în zonele rurale din România. Acest tip de creștere a porcilor și acum reprezintă o sursă importantă, dacă nu singura, de aprovizionare cu carne a populației de la țară și adesea aduce și un câștig important de bani. În afară de aceasta, porcii din curte sunt hrăniți cu resturi de la bucătărie, precum și cu cereale și iarbă în timpul verii. Cu toate acestea, hrănirea cu lături ce conțin resturi de carnea de porc este interzisă prin legislație în România, însă acest lucru este dificil de controlat. Porcii sunt adesea ținuți în spații neîngrădite, mai ales în Delta Dunării, Insula mică a Brăilei, și astfel pot intra în contact cu porcii din alte gospodării, cu mistreții sau cu proprietari străini care țin porci domestici. Porcii din curte sunt de obicei tăiați acasă și nu în abatoare. Tăierea porcilor în gospodării are loc de obicei în preajma Crăciunului sau când sunt necesare noi provizii de carne. În mod tradițional, porcii din curte și carnea lor este comercializată în piețe, sau prin contactul direct al proprietarului cu clienții potențiali.
ANSVSA a afirmat că a informat din timp, corect și nediscriminatoriu toți operatorii din industria de profil asupra riscurilor pestei porcine africane și a măsurilor pentru controlul și combaterea răspândirii virusului. Ca urmare a evoluției pestei porcine africane în Ucraina și Republica Moldova și a apropierii focarelor de granița cu România, respectiv sfârșitul anului 2015 și începutul anului 2016, până în prezent, ANSVSA a transmis în teritoriu 67 de note de serviciu și a organizat, în toată țara, 530 de informări și instruiri cu crescătorii de porci din sectorul comercial și necomercial, medicii veterinari de liberă practică, responsabilii fondurilor de vânătoare, ai asociațiilor de vânători și ai direcțiilor silvice.
O echipă de urgențe veterinare a Comunității Europene (CVET) a vizitat România în ianuarie 2016 și a evaluat măsurile luate de autorități pentru prevenirea și controlul pestei porcine africane și a acordat asistență științifică, tehnică, managerială și practică pentru stabilirea celor mai adecvate măsuri de prevenire și control a acestei boli, în special în ceea ce privește gestionarea faunei sălbatice, restricțiile de circulație, controalele la frontieră, supravegherea și diagnosticare bolii, și biosecuritatea.
În contextul epidemiologic al evoluției pestei porcine africane în Rusia, Belarus, Ucraina, Republica Moldova, extinderii ei pe teritoriul Uniunii Europene în Lituania, Estonia, Letonia și Polonia și riscului iminent a pătrunderii pestei porcine africane în România, Guvernul României emite în noiembrie 2016 "Hotărâre nr. 830 din 9 noiembrie 2016 pentru aprobarea Programului național de supraveghere, prevenire și control al pestei porcine africane, precum și pentru completarea unor acte normative", semnată de Prim-Ministrul României Dacian Julien Cioloș.
În perioada 25 ianuarie - 2 februarie 2017 Direcția generală sănătate și siguranță alimentară a Comisiei Europene a efectuat un audit în vederea evaluării punerii în aplicare a programului pentru supravegherea și pregătirea pentru situații de urgență în relație cu pesta porcină africană. S-e considerat că România are un risc crescut de apariție a pestei porcine africane dinspre țările limitrofe non-UE, Ucraina și Moldova. S-a constat că în 2016, în România erau înregistrate 2.151 de terenuri de vânătoare care acoperă o suprafață de 220.468 km². Pe parcursul acestei perioade, numărul total de mistreți a fost estimat la 96.685, cu o cotă de vânătoare de 37.733. Exploatație de animale erau clasificate în 2 grupuri: exploatații nonprofesională și exploatații comercială. Exploatație nonprofesională sunt exploatație de animale organizată pentru uz familial, înregistrată în Sistemul Național de Identificare și Înregistrare a Animalelor și deținută de o persoană privată („gospodărie”). Exploatațiile nonprofesionale dețin în principal porci pentru îngrășare, dar pot deține și scroafe și purcei pe care au permisiunea de a-i vinde. Exploatație comercială sunt exploatație de animale, deținută de o persoană privată autorizată, de întreprinderi individuale, întreprinderi familiale sau entități juridice organizate conform legii, înregistrate și autorizate de Registrul Comerțului, înregistrate în Sistemul Național de Identificare și Înregistrare a Animalelor, care respectă normele de biosecuritate și are autorizație sanitar-veterinară (exploatație comercială de tip A și exploatație comercială industrială). Numărul de exploatații în decembrie 2016 a fost: 583.711 de exploatații nonprofesionale, 3.101 de exploatații comerciale de tip A și 386 de exploatații comerciale industriale.
Auditul UE a formulat 3 grupuri de concluzii.
- Concluzii privind măsurile preventive

- Contractele existente între Ministerul Apelor și Pădurilor și administratorii terenurilor de vânătoare contribuie la o creștere de la an la an a populației de mistreți, fără dovada existenței unor acorduri în vigoare între Ministerul Apelor și Pădurilor și ANSVSA pentru a inversa această tendință. Această populație în creștere va favoriza răspândirea pestei porcine africane și va crea dificultăți în eliminarea și combaterea sa în cazul în care aceasta ar pătrunde în România.
- Numeroasele exploatații nonprofesionale (~ 600 000, conținând aproximativ jumătate din populația de porci domestici) cu o biosecuritate rudimentară reprezintă calea cea mai probabilă pentru introducerea bolii în rândul populației porcine. Exploatațiile nonprofesionale care au scroafe sunt susceptibile să joace un rol în răspândirea infecției prin vânzarea de purcei.
- Probabilitatea introducerii și a răspândirii infecției în fermele industriale este mai mică, datorită măsurilor de biosecuritate și controalelor instituite.

- Concluzii privind depistarea timpurie

- Programul actual de supraveghere a mistreților, în special supravegherea pasivă de slabă calitate, nu oferă garanție că pesta porcină africană ar fi depistată într-un stadiu timpuriu după introducere. Acest lucru va întârzia depistarea bolii și, prin urmare, punerea în  aplicare a măsurilor de control, mărind riscul răspândirii ulterioare la porcii domestici, în special în exploatațiile nonprofesionale.
- Sistemul actual de găsire a mistreților morți pentru testare este foarte ineficient în acest sens, întrucât nu este bazat pe stimulente și impune vânătorilor sarcini (cerându-le să livreze carcasele la laborator pe cheltuiala proprie și scăzând din cota lor de vânătoare numărul mistreților morți aduși la laborator).
- În cazul în care boala pătrunde în rândul populației de porci domestici, supravegherea pasivă este mai susceptibilă să o depisteze timpuriu în exploatațiile nonprofesionale, în timp ce în exploatațiile comerciale, depistarea va fi probabil întârziată din cauza absenței supravegherii pasive. Actualii timpi îndelungați de obținere a rezultatelor de laborator împiedică depistarea timpurie și, dacă ei persistă după depistarea bolii, vor crea dificultăți în limitarea răspândirii bolii.
- Mecanismele de revizuire existente, dacă sunt utilizate în mod corect, vor consolida măsurile puse în aplicare pentru supravegherea și pregătirea pentru situații de urgență în caz de pestă porcină africană, de exemplu recomandări ale Direcției Audit din cadrul ANSVSA.

- Concluzii generale

- România nu aplică încă multe măsuri în vederea prevenirii pestei porcine africane, de exemplu gestionarea populației de mistreți și biosecuritatea în cadrul exploatațiilor nonprofesionale, și le va aplica doar odată cu confirmarea bolii, cu o întârziere în consecință a rezultatelor.
- Deși vânătorii au cunoștință de pesta porcină africană, programul slab de supraveghere pasivă a mistreților nu oferă garanția că pesta porcină africană ar fi depistată într-un stadiu incipient după introducerea sa. Acest lucru va întârzia depistarea bolii și, prin urmare, punerea în aplicare a măsurilor de control, mărind riscul răspândirii ulterioare la porcii domestici, în special în exploatațiile nonprofesionale.
- Numeroasele exploatații nonprofesionale cu un nivel mic de biosecuritate reprezintă punctul cel mai vulnerabil pentru apariția infecției la porcii domestici. În special, exploatațiile nonprofesionale care au scroafe sunt susceptibile să joace un rol în răspândirea infecției pe plan local. În cazul în care infecția pătrunde în gospodării individuale, supravegherea pasivă existentă realizată în cadrul acestora va depista probabil boala cu promptitudine în acest sector. Autoritățile se vor confrunta cu o provocare în trasarea porcilor și stoparea răspândirii bolii în ipoteza izbucnirii unui focar din cauza lipsei de evidențe privind gospodăriile individuale și a existenței unor deplasări neconsemnate (de exemplu, ale purceilor).
- Măsurile bune de biosecuritate și controalele existente în cadrul fermelor comerciale reduc probabilitatea introducerii și a răspândirii infecției în cadrul lor. Cu toate acestea, întârzierile continue în timpul de obținere al rezultatelor de laborator și lipsa unei supravegheri pasive în cadrul exploatațiilor comerciale industriale sunt susceptibile să întârzie depistarea timpurie la porcii domestici și vor crește riscul răspândirii infecției în acest sector.
- Autoritățile competente par pregătite să gestioneze izbucnirea unor focare în cadrul exploatațiilor nonprofesionale sau al exploatațiilor comerciale mici - care reprezintă majoritatea. În cazul exploatațiilor comerciale industriale, autoritățile se vor confrunta cu probleme în depopularea rapidă a acestora, din cauza capacităților limitate de ucidere și de eliminare.

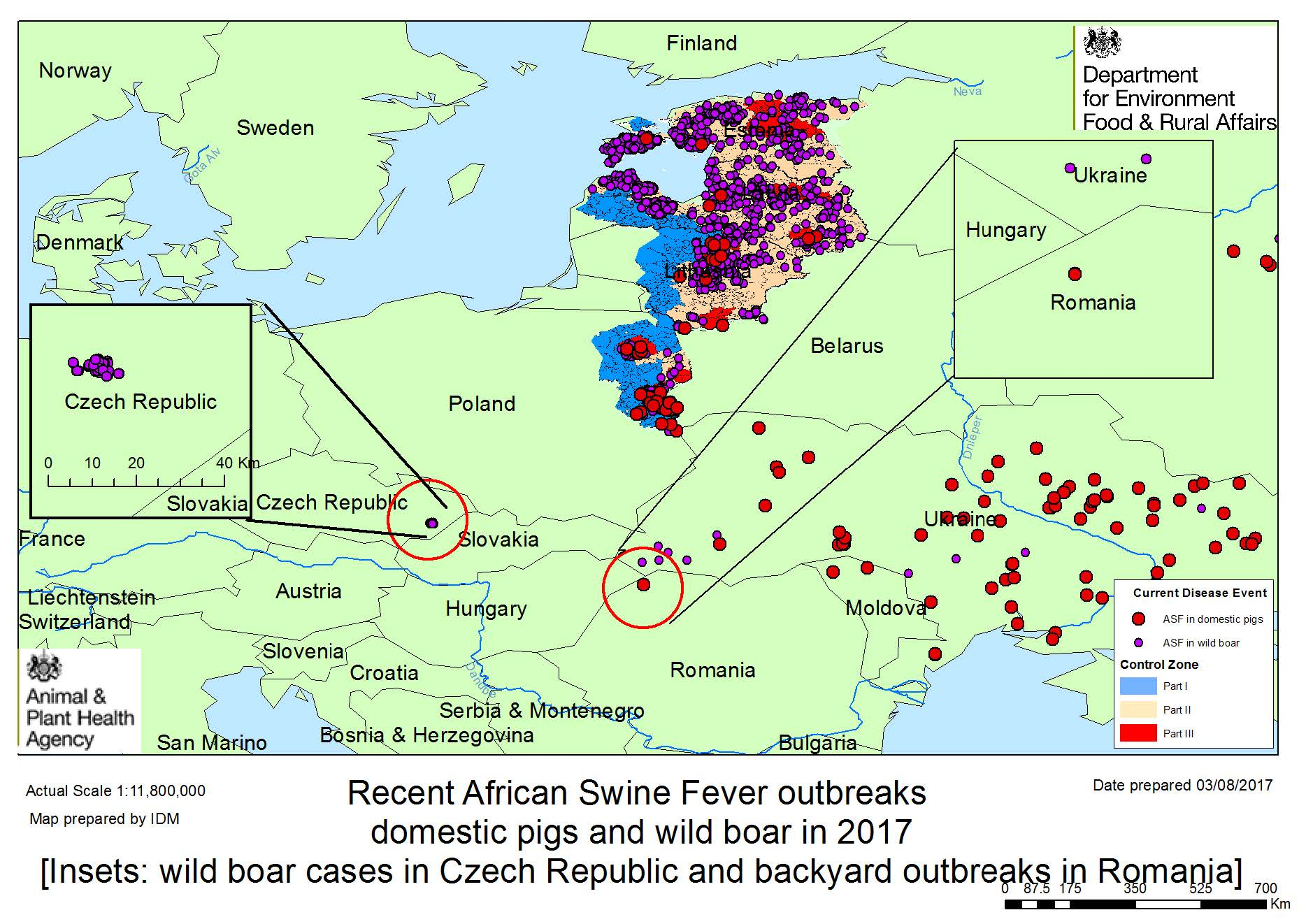
Evoluția epidemiei de pestă porcină africană la porcii domestici (puncte roșii) și mistreți (puncte violete) în Europa de Est în 2017. Primul focar în România a fost confirmat la 31 iulie 2017 la periferia orașului Satu Mare, aproape de granița cu Ungaria și Ucraina.

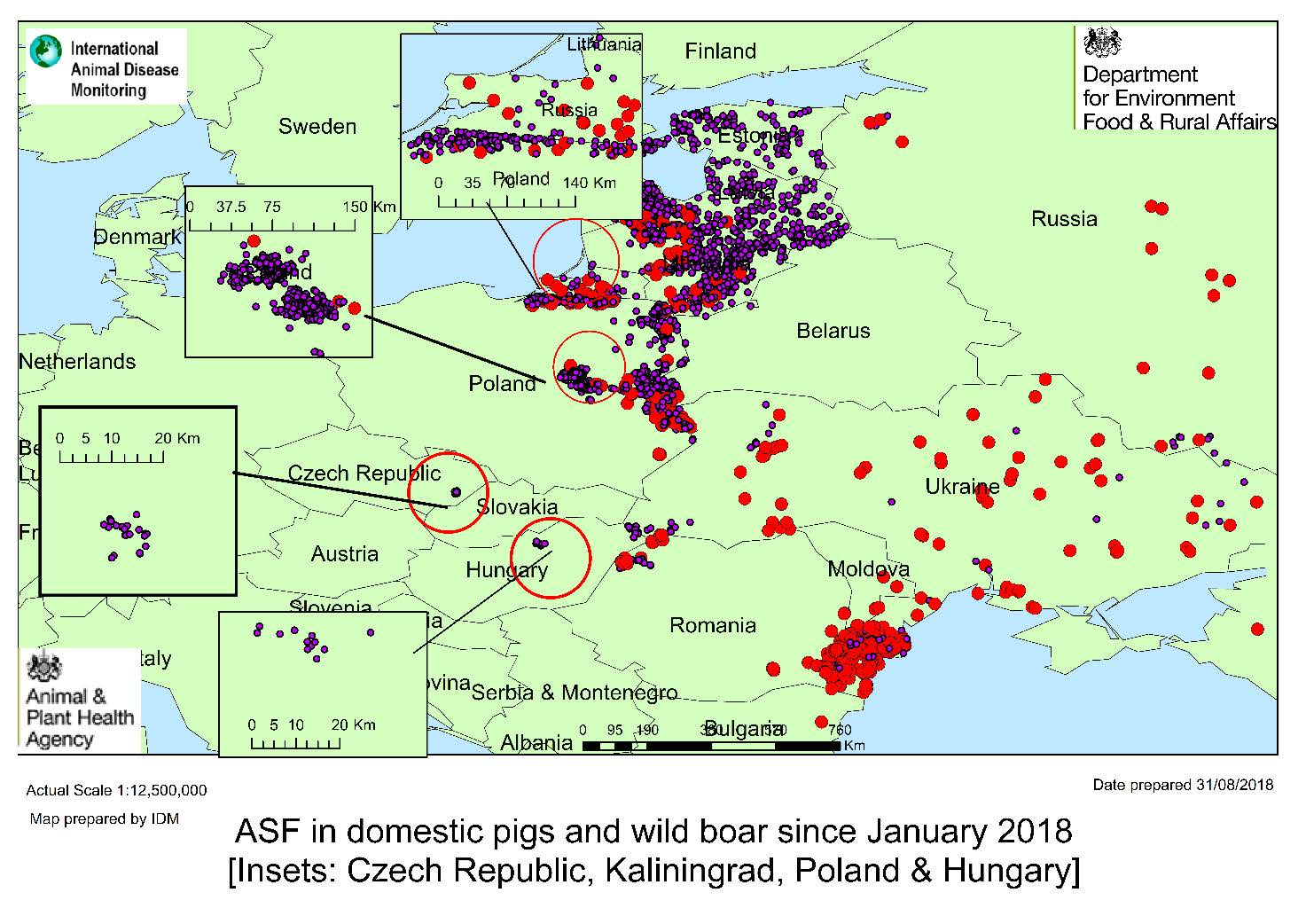
Evoluția epidemiei de pestă porcină africană la porcii domestici (puncte roșii) și mistreți (puncte violete) în Europa de Est în perioada 1 ianuarie 2018 - 31 august 2018.

##### Evoluția pestei porcine africane în România
- Județul Satu Mare. Primul focar (focar primar) de pestă porcină africană în România a fost confirmat la 31 iulie 2017 de Institutul de Diagnostic și Sănătate Animală într-o mică gospodărie cu 5 porci (1 porc mort și 4 porci vii), localizată la periferia orașului Satu Mare, aproape de granița cu Ungaria și Ucraina. Un al doilea focar (focar secundar) a fost confirmat pe 1 august 2017, într-o gospodărie cu 4 porci (1 porc mort și 3 scroafe fără semne clinice) situată la periferia orașului Satu Mare, la mai puțin de 1000 de metri distanță de prima gospodărie infectată. Centrul Local de Combatere a Bolilor Satu Mare împreună cu DSVSA Satu Mare au intervenit prompt și au stins focarul. Cel mai probabil sursa infecției în primul focar a fost hrănirea porcilor cu lături care conțineau carne contaminată sau produse din carne aduse ilegal din Ucraina. Cel de-al doilea focar a fost provocat cel mai probabil de un vier adus pe 21-24 iulie pentru împerechere din prima gospodărie infectată.[27][101][109][110]

În data de 11 ianuarie 2018, a fost confirmat un nou focar de pestă porcină africană la porcii domestici într-o exploatație nonprofesională din localitatea Micula, județul Satu Mare, aflată la o distanta de 7 km de granița cu Ucraina. Aici erau crescuți 34 de porci (1 vier, 4 scroafe, 25 purceluși și 4 porci la îngrășat), dintre aceștia 21 au fost găsiți morți și 13 au fost sacrificați. Din datele preliminare ale anchetei epizootologice, reiese ca DSVSA Satu Mare a fost notificată cu întârziere, deși proprietarul l-a notificat pe medicul veterinar de liberă practică. Al doilea focar a fost confirmat în același sat pe 13 ianuarie într-o altă gospodărie cu 4 porci la îngrășat, dintre care 3 erau morți. Distanța dintre cele 2 focare era de 600 m. Nu a fost stabilită vreo legătură dintre cele două focare. La 13 martie 2018 este confirmat un focar la porcii domestici într-o exploatație neprofesională dintr-o gospodărie din localitatea Bercu Nou, județul Satu Mare, la 4 km de granița cu Ucraina și la 4 km de cele două focare de PPA din localitatea Micula confirmate în ianuarie 2018. În această gospodărie erau ținuți 3 porci pentru îngrășare. La 9 martie 2018, proprietarul a observat că porcii nu mai mănâncă și s-au culcat pe podea în decubit lateral, 2 din ei au murit, iar unul a fost sacrificat. Noi focare au fost găsite la porcii din gospodăriile populației în Micula (04.06.2018), Tășnad (01.07.2018), Gherța Mare (18.07.2018), Bocicău (29.07.2018, 03.08.2018), Tarna Mare (10.08.2018, 26.08.2018).
La 26 martie 2018 la vama din Halmeu au fost confiscate pachete cu produse alimentare: 0,5 kg cârnat de la un cetățean ucrainean, 1 kg de produse din carne de porc de la un cetățean din Belarus, 5 kg de hrană pentru animale din Ucraina. Examenele de laborator realizate de Institutul de Diagnostic și Sănătate Animală, au pus în evidență prezența virusului pestei porcine africane în  aceste produse de carne și cârnat.
Pe 24 mai 2018 un mistreț mort (o femelă în vârstă de aproximativ 12 – 14 luni) a fost găsit de către un pădurar pe un fond de vânătoare din pădurea Noroieni, județul Satu-Mare (la aproximativ 6 km de granița cu Ungaria și 10 km de granița cu Ucraina). O echipă de medici veterinari din cadrul DSVSA Satu-Mare, s-a deplasat în zona unde a fost găsit mistrețul mort, iar cadavrul a fost transportat la Laboratorul Sanitar Veterinar și pentru Siguranța Alimentelor Satu Mare, pentru examene de laborator. Probele prelevate de la mistrețul mort au fost trimise la Institutul de Diagnostic și Sănătate Animală București, unde a fost confirmat diagnosticul de pestă porcină africană, în data de 29 mai. Carcasa a fost incinerată după prelevarea probelor. Posibila modalitate de contaminare a mistrețului găsit mort este prin contactul cu alte efective de mistreți purtători ai virusului pestei porcine africane din Ungaria sau Ucraina, țări unde boala a fost diagnosticată în mediul silvatic, sau prin contactul cu un porc domestic infectat dintr-o gospodăria. Acesta a fost primul caz de pestă porcină africană la mistreț pe teritoriul României.  O misiune a Echipei de Urgențe Veterinare (CVET) a Comisiei Europene s-a deplasat la fața locului pe 6-8 iunie 2018, cu scopul evaluării modului în care administrația veterinară din România a acționat. Focare noi au fost găsite la mistreți în Cehal (21.06.2018, 01.08.2018), Supur (22.06.2018, 28.06.2018, 29.06.2018, 03.07.2018, 15.07.2018). În județul Satu-Mare pe 19.09.2018 existau 7 focare în gospodăriile populației și 10 cazuri la mistreți.

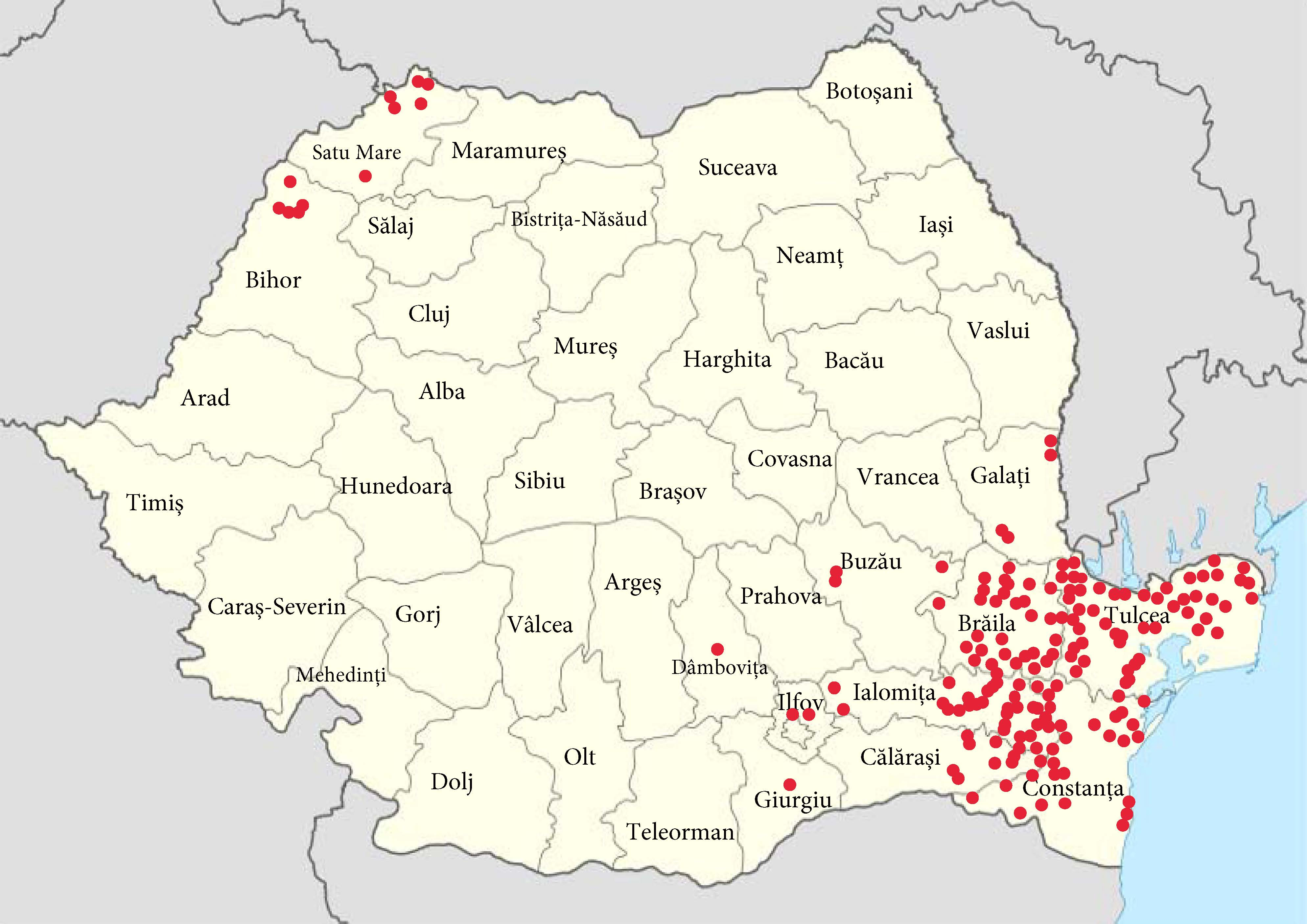
Zonele afectate de pesta porcină africană la porcii domestici (puncte roșii) în România din 2017 până la 19 septembrie 2018.

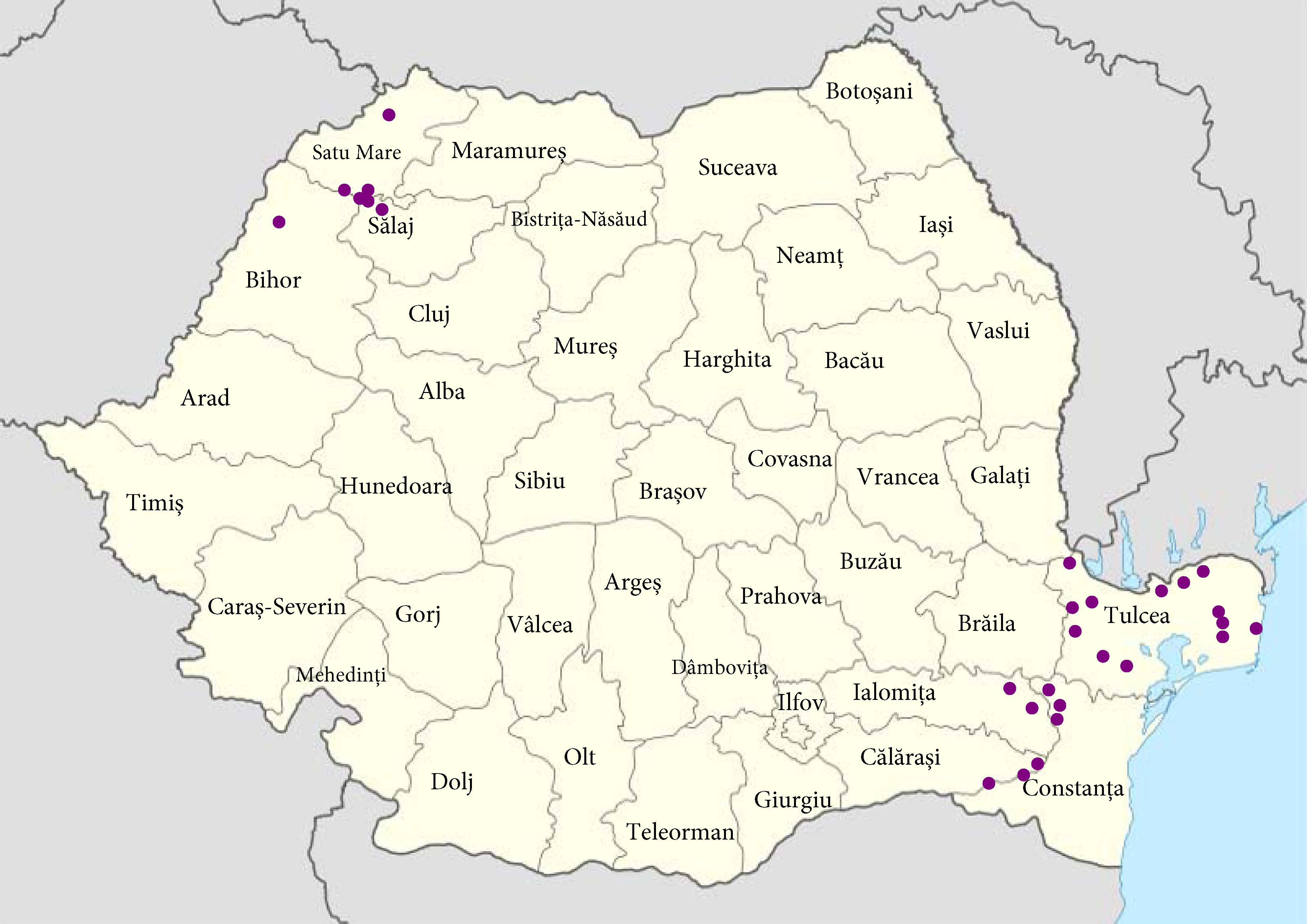
Zonele afectate de pesta porcină africană la mistreți (puncte violete) în România din 2017 până la 19 septembrie 2018.

- Județul Bihor. Primul focar de pestă porcină africană la porcii domestici în județul Bihor a fost identificat pe 25 iunie 2018 și confirmat pe 6 iulie de Institutul de Diagnostic și Sănătate Animală București într-o gospodărie din localitatea Crestur.[120]  Focare noi au fost găsite în localitățile Olosig (25.06.2018, 26.06.2018, 01.07.2018, 04.07.2018), Cherechiu (16.07.2018), Sânnicolau de Munte, Abrămuț, Cheșereu, Cubulcut, Albiș (06.08.2018), Galoșpetreu și Făncica – la porcii domestici, și respectiv la porcii mistreți în Cubulcut – ”Fond vânătoare 9 Cubulcut” (09.07.2018).[121] În județul Bihor pe 19.09.2018 existau 28 de focare în gospodăriile populației și 1 un caz la mistreț.[119]

- Județul Sălaj. Primul focar de pestă porcină africană în județul Sălaj a fost depistat pe 25 iulie 2018, la două cadavre de porci mistreți, găsite pe fondul de vânătoare 30 Carastelec, într-o pădure din comuna Măeriște, situată în apropierea limitelor de județ dintre Satu-Mare și Bihor.[122] Al doilea focar a fost confirmat pe 1 august 2018 la un porc mistreț în vârsta de trei luni găsit pe fondul de vânatoare 22 Panic, comuna Hereclean, la aproximativ 13 km de primul focar.[123] În județul Sălaj pe 19.09.2018 existau 4 cazuri la mistreți.[119]

- Județul Tulcea. România din iunie 2018 a început să se confrunte cu o epidemie fără precedent de pestă porcină africană în exploatațiile neprofesionale din județul Tulcea, la granița cu Ucraina, unde context geografic deosebit, care include Delta Dunării, și prezența unui număr foarte mare de exploatații neprofesionale face dificilă controlul bolii. Autoritățile române au trimis rapid în zona afectată un număr mare de personal veterinar din întreaga țară pentru a face față numeroaselor focare de pestă porcină africană. În județul Tulcea în 2018 erau înregistrate 3.487 de exploatații neprofesionale (unde carnea este pentru consumul personal, fără drept de a o vinde) în care erau ținuți 24.003 de porci, 5 exploatații comerciale cu 69.500 de porci și 30 de exploatații de tip A (care le este permis de a comercializa carnea numai pe piața locală) cu 830 de porci. Exploatații neprofesionale cu un nivel foarte redus de biosecuritate reprezintă cel mai vulnerabil punct de introducere a infecției la porcii domestici. Riscul cel mai mare îl constituie porcii domestici crescuți în semi-libertate sau liberate în anumite zone (Delta Dunării, Balta Brăilei sau la stâne) care pot veni în contact cu porcii și mistreții bolnavi sau purtători de virus sau cu produse sau subproduse netratate termic ce provin de la aceștia.[13]

La 10 iunie 2018 au fost confirmate primele patru focare de pestă porcină africană în sud-estul României la porcii domestici din patru gospodării din Sălceni și Ceatalchioi, județul Tulcea, într-o zonă considerată a fi la risc. În aceste 4 gospodării erau ținuți 17 porci, din care 6 au fost găsiți morți. Localitățile în care aceste focare au fost confirmate se află la 0,5 km de granița cu Ucraina, Dunărea fiind bariera geografică. În luna iunie 2018, Ucraina a notificat trei focare de pestă porcină africană la porcii domestici, în localitățile situate în apropiere de granița cu România. Legătura dintre cele patru focare nu a fost demonstrată, deși există o suspiciune că au existat contacte între porcii din gospodăriile infectate. Direcția Sanitară Veterinară și pentru Siguranța Alimentelor Tulcea a luat primele măsuri, au fost uciși porcii bolnavi și cei care au fost în contact cu aceștia și s-a realizat ecarisarea cadavrelor. Totodată, au fost recoltate probe pentru examene de laborator, au fost impuse restricții de mișcare pentru exploatațiile infectate, s-a efectuat dezinfecția gospodăriilor afectate, a spațiilor de cazare a porcilor, a aleilor, a perimetrelor, a ustensilelor și a obiectelor potențial contaminate. Ulterior pesta porcină africană s-a extins în gospodăriile populației din majoritatea localităților din județul Tulcea: Agighiol (01.07.2018), Alba (08.08.2018), Baia (20.07.2018), Băltenii de Jos (22.06.2018, 30.06.2018, 01.07.2018, 02.07.2018), Beștepe (29.06.2018, 05.07.2018), Carcaliu (10.08.2018), Ceamurlia de Jos (02.07.2018, 12.07.2018), Ceatalchioi (11.06.2018, 12.06.2018, 13.06.2018, 14.06.2018, 17.06.2018, 18.06.2018, 19.06.2018, 20.06.2018), Chilia Veche (21.06.2018), Crișan (12.07.2018), Dorobanțu (06.08.2018, 22.08.2018), Enisala (21.07.2018), Frecăței (24.06.2018, 30.06.2018), Garvăn (24.08.2018), Grindu (23.06.2018, 03.08.2018), I. C. Brătianu (22.08.2018), Isaccea (22.06.2018, 05.07.2018), Izvoarele (28.08.2018), Jijila (22.08.2018, 23.08.2018, 24.08.2018, 29.08.2018, 01.09.2018, 02.09.2018 ), Lăstuni (28.08.2018), Luminița (28.08.2018), Lunca (30.07.2018, 01.08.2018), Măcin (24.08.2018), Măgurele (03.09.2018), Mahmudia (28.06.2018, 30.06.2018, 08.07.2018, 23.07.2018), Malcoci (26.06.2018, 27.06.2018, 29.06.2018, 30.06.2018, 03.07.2018, 21.07.2018), Mihail Kogălniceanu (15.07.2018, 16.07.2018), Mineri (19.06.2018, 21.06.2018, 24.06.2018, 26.06.2018, 27.06.2018, 28.06.2018, 29.06.2018, 30.06.2018, 01.07.2018, 03.07.2018), Mircea Vodă (07.08.2018, 23.08.2018), Murighiol (02.07.2018), Niculițel (27.06.2018), Nufăru (23.06.2018, 29.06.2018), Plauru (14.06.2018), Parcheș (03.07.2018, 12.06.2018, 13.06.2018, 14.06.2018, 15.06.2018, 16.06.2018, 17.06.2018, 18.06.2018, 19.06.2018, 20.06.2018, 22.06.2018  25.06.2018, 26.06.2018, 28.06.2018, 29.06.2018, 03.07.2018), Pardina (14.06.2018, 15.06.2018, 16.06.2018, 17.06.2018, 18.06.2018, 19.06.2018, 20.06.2018, 28.06.2018, 29.06.2018, 02.07.2018, 07.07.2018), Partizani (11.06.2018, 12.06.2018, 16.06.2018, 18.06.2018, 20.06.2018, 23.06.2018, 28.06.2018, 30.06.2018, 05.07.2018), Pătlăgeanca (21.06.2018), Peceneaga (30.07.2018), Periprava (05.07.2018, 10.07.2018), Plauru (09.06.2018, 11.06.2018, 20.06.2018), Poșta (29.06.2018), Rachelu (09.07.2018), Rahman (08.08.2018), Sălceni (12.06.2018), Sălcioara (02.07.2018), Sarinasuf (29.06.2018), Satu Nou (23.07.2018, 02.08.2018, 03.08.2018), Gârla Sireasa (11.06.2018, 27.06.2018), Slava Cercheză (10.07.2018), Smârdan (01.08.2018, 02.08.2018, 08.08.2018), Somova (12.06.2018, 18.06.2018, 19.06.2018, 20.06.2018, 21.06.2018, 22.06.2018, 23.06.2018, 24.06.2018, 25.06.2018, 27.06.2018, 28.06.2018, 29.06.2018, 30.06.2018, 02.07.2018, 03.07.2018), Sulina (18.07.2018), Telița (25.06.2018, 28.06.2018, 30.06.2018, 01.07.2018, 10.07.2018), Tulcea (14.06.2018, 18.06.2018, 19.06.2018, 20.06.2018, 22.06.2018, 25.06.2018, 26.06.2018, 27.06.2018, 28.06.2018, 29.06.2018, 30.06.2018, 01.07.2018, 02.07.2018, 03.07.2018, 04.07.2018, 08.07.2018), Turda (25.06.2018), Valea Nucarilor (27.06.2018), Visterna (01.09.2018).
Toate exploatațiile comerciale din județul Tulcea au fost afectate de pesta porcină africană. La 18 iunie 2018 s-a confirmat un focar de PPA într-o exploatație comercială (tip A) – o fermă deținută de Penitenciarului Tulcea. La 16 iunie 2018 s-a confirmat un focar de PPA într-o stână, la 500 m de la ferma comercială a SC CarniProd; ferma a fost inclusă în zona de protecție. La 27 iunie 2018 controlul post-mortem în abatorul SC CarniProd a arătat modificări ale organelor interne la un porc trimis de la ferma 1 a CarniProd pentru a fi tranșat; s-au luat probe, iar laboratorul din Tulcea a confirmat prin testul RT-PCR prezența virusului pestei porcine africane la porcul din abator. La 28 iunie 2018 s-a confirmat pesta porcină africană de către Institutul de Diagnostic și Sănătate Animală în  ferma 1 a CarniProd unde erau 43.800 de porci, iar la 7 iulie 2018 a fost confirmată pesta porcină africană în a doua fermă a CarniProd cu 2.750 de porci. Toți porcii din ambele ferme a SC CarniProd au fost sacrificați, iar carnea și preparatele de carne de la 250 de porci din abator au fost distruse, s-a retras din piețele din România, Italia, Spania și Marea Britanie carnea proaspătă de porc, carnea preparată, carnea tocată și preparatele din carne provenite de la abator începând cu 24 mai, data de la care se presupune că a pătruns virusul în fermele CarniProd. Compania SC CarniProd aplica măsuri înalte de biosecuritate: fermele erau protejate de două garduri, dintre care unul de doi metri cu sârma ghimpată în partea de sus, zona murdară (acolo unde stau porcii vii) era foarte bine delimitată de zona curată. Personalul ajungea din zona murdară în zona curată trecând printr-un filtru sanitar bine organizat și funcțional, angajații avea zona de duș și locuri separate unde își țineau hainele de stradă, iar silozurile pentru hrana animalelor erau situate în zona murdară. Sursa virusului nu a fost stabilită, printre variantele luate în calcul fiind porcii mistreți și apropierea de Ucraina. La 24 iulie 2018 virusul pestei porcine africane a fost confirmat în exploatația comercială de suine PigCom din Satu Nou, unde au fost găsiți 230 porci morți, iar 20.289 au fost sacrificați. La 17 august 2018 pesta porcină africană a fost confirmată în exploatația comercială Dab Zootehnica din Văcăreni, aici au fost găsiți 47 porci morți, iar apoi au fost sacrificați 1.471 porci. La 25 august 2018 a fost confirmat prezența virusului pestei porcine africane în exploatația comercială Euro Suin din Garvăn, aici au fost găsiți 8 porci morți, iar 2.322 au fost sacrificați. 
La 11 iunie 2018, trei mistreți morți au fost găsiți în fondul de vânătoare nr. 39 Sireasa din Delta Dunării în trei locații diferite, toate situate în zona de supraveghere a focarului de PPA la porcii domestici, confirmat la 10 iunie 2018 în satele Sălceni și Ceatalchioi, la o distanță de maximum 5 km de acestea. La 15 iunie au fost găsiți încă 2 mistreți morți în același fond de vânătoare. În Rezervația Biosferei Delta Dunării, vânătoarea este interzisă prin lege. Principala ipoteză epidemiologică a introducerii virusului pestei porcine africane în Rezervația Biosferei Delta Dunării este considerată valul de epidemie la mistreții din zonele infectate din Ucraina. Cea mai probabilă perioadă a introducerii virusului în județul Tulcea a fost estimată a fi 20 aprilie - 3 mai 2018. Cu toate acestea, factorul antropogenic este considerat principalul risc care poate duce la o răspândire în continuare a PPA. Alte cazuri de PPA la mistreți în județul Tulcea au fost găsite în fondul de vânătoare (FV) nr. 39 Sireasa (26.06.2018), FV nr. 42 Tatanir (02.07.2018), FV nr. 50 Uzlina (02.07.2018, 03.07.2018), FV nr. 49 Dunavăț (12.07.2018), Sfântu Gheorghe (20.07.2018), FV nr. 25 Țiganca (21.08.2018, 27.08.2018, 29.08.2018), FV nr. 8 Codru (21.08.2018), FV nr. 7 Enisala (24.08.2018, 31.08.2018, 03.09.2018), FV nr. 30 Isaccea (03.09.2018, 04.09.2018). În județul Tulcea pe 19.09.2018 existau 557 de focare (dintre care 5 focare la exploatații comerciale și 1 focar la o exploatație de tip A) și 34 de cazuri la mistreți.
- Județul Constanța. Primul focar de pesta porcină africană din județul Constanța a fost confirmat în data de 5 iulie 2018 la un porc, dintr-o gospodărie din localitatea Istria.[127] Alte focare au apărut la porc în Cheia (12.07.2018), Vadu (12.07.2018), Grădina (22.07.2018), Vadu Oii (26.07.2018), Ciobanu (26.07.2018), Gârliciu (26.07.2018), Vadu Oii - Hârșova (29.07.2018), Dulcești (29.07.2018), Hârșova (03.08.2018, 13.08.2018), Tuzla (04.08.2018), Tichilești (06.08.2018), Seimenii Mici (06.08.2018), Seimeni (07.08.2018), Lazu (08.08.2018), Traian (08.08.2018, 14.08.2018), Băltăgești (08.08.2018, 09.08.2018), Topalu (11.08.2018), Mircea Vodă (12.08.2018), Viile - Ion Corvin (12.08.2018, 14.08.2018), Piatra (12.08.2018), Agigea (12.08.2018), Sinoe (13.08.2018), Topalu (13.08.2018), Zorile (14.08.2018), Ion Corvin (14.08.2018), Palazu Mic (16.08.2018), Peștera (17.08.2018), Cernavodă (21.08.2018), Tudor Vladimirescu (21.08.2018), Capidava (21.08.2018).[128][129][130][131][132] În județul Constanța pe 19.09.2018 existau 72 de focare în gospodăriile populației și 2 cazuri la mistreți.[119]

- Județul Brăila. De la data confirmării prezenței virusului pestei porcine africane în județul Brăila pe 09.07.2018 până în 07.09.2018 s-au declarat 60 de focare de boală din care 54 în sectorul gospodăriilor populației și 6 în exploatațiile comerciale. În total, în sectorul gospodăriilor populației au fost sacrificate și neutralizate un număr de 28.984 capete porcine.[133]  Primul focar din județul Brăila de PPA la porcii domestici s-a înregistrat pe 09.07.2018 în Frecăței, apoi la Măgureni (26.07.2018), Gropeni (02.08.2018, 07.08.2018, 16.08.2018), Însurăței (07.08.2018, 10.08.2018), Cuza Vodă (07.08.2018), Tufești (07.08.2018, 12.08.2018, 16.08.2018, 22.08.2018, 23.08.2018), Tichilești (08.08.2018, 22.08.2018), Brăila (09.08.2018), Berteștii de Jos (14.08.2018), Victoria (10.08.2018, 14.08.2018), Siliștea (25.08.2018), Bordei Verde (30.08.2018), Cazasu (30.08.2018), Vameșu (30.08.2018),  Mărtăcești (31.08.2018), Silistraru (31.08.2018, 06.09.2018), Movila Miresii (31.08.2018), Chiscani (03.09.2018, 05.09.2018 ), Traian (03.09.2018), Unirea (03.09.2018), Lișcoteanca (04.09.2018), Viziru (04.09.2018), Scărlătești (04.09.2018), Romanu (04.09.2018), Zăvoaia (04.09.2018), Bărăganul (04.09.2018), Zamfirești (05.09.2018), Constantin Gabrielescu (05.09.2018) etc.[27] Cele mai mari pierderi le-au avut exploatațiile comerciale. La SC Prichindesa Pig SRL din satul Victoria focarul a fost confirmat pe 14.08.2018, 1 porc a fost găsit mort, iar 1541 au fost sacrificați. La SC I.I. Ene Larisa Violeta din Berteștii de Jos, focarul a fost confirmat pe 14.08.2018 și au fost sacrificați 504 de porci.[119] La ferma SC Romsoci din Tichilești, focarul a fost confirmat pe 22.08.2018, au fost găsiți 1.885 de porci morți și 33.056 au fost sacrificați.[119][134]  Pe 24.08.2018 s-a confirmat apariția virusului pestei porcine africane în cele trei ferme din Tufești aparținând S.C. TEBU CONSULT INVEST S.R.L., a doua exploatație comercială de suine ca mărime din Europa, 4.133 de porci erau morți, iar 139.349 au fost sacrificați.[119][135] În județul Brăila pe 19.09.2018 existau 73 de focare (dintre care 7 focare la exploatații comerciale).[119]

- Județul Ialomița. Primul focar de pesta porcină africană la porci din județul Ialomița a fost confirmat în data de 20 iulie 2018 în două gospodării din Giurgeni.[136] Alte focare au apărut în Luciu (20.07.2018), Făcăeni (25.07.2018), Vlădeni (04.08.2018), Țăndărei (06.08.2018), Bordușani (07.08.2018), Bucu (08.08.2018), Fetești (10.08.2018, 11.08.2018), Ograda (10.08.2018, 11.08.2018), Movila (11.08.2018, 14.08.2018), Săveni (11.08.2018, 13.08.2018), Maltezi (13.08.2018, 14.08.2018), Lăcusteni (14.08.2018), Platonești (14.08.2018, 15.08.2018, 16.08.2018), Stelnica (14.08.2018, 17.08.2018), Sudiți (17.08.2018, 20.08.2018, 24.08.2018), Rovine (23.08.2018), Mărculești (23.08.2018), Amara (24.08.2018, 29.08.2018, 30.08.2018), Dridu (27.08.2018), Gheorghe Doja (01.09.2018, 05.09.2018), Frățilești (03.09.2018), Iazu (04.09.2018), Drăgoești (04.09.2018), Andrășești (04.09.2018), Păltinișu (05.09.2018, 07.09.2018), Slobozia (07.09.2018), Bora (08.09.2018).[27] La mistreți pesta porcină africană a fost confirmată în Chirana (14.08.2018), Făcăeni (07.09.2018, 24.08.2018), Fetești (05.09.2018).[27] În județul Ialomița pe 19.09.2018 existau 115 de focare în gospodăriile populației și 3 cazuri la mistreți.[119]

- Județul Călărași. În data de 15 august a fost confirmată prezența virusului Pestei Porcine Africane la porcii din două gospodării din Borcea, județul Călărași, la limita teritorială cu județul Ialomița.[137] Alte focare au fost confirmate în Călărași (22.08.2018, 09.09.2018, 10.09.2018, 29.08.2018), Borcea (22.08.2018, 23.08.2018, 25.08.2018, 29.08.2018), Perișoru (24.08.2018, 25.08.2018, 30.08.2018, 31.08.2018, 01.09.2018, 02.09.2018, 05.09.2018, 06.09.2018, 08.09.2018, 09.09.2018 ), Constantin Brâncoveanu (29.08.2018), Ștefan cel Mare (08.09.2018), Unirea (09.09.2018). Într-o exploatație din Perișoru pe 02.09.2018 au fost găsiți 13 porci morți, iar 241 au fost sacrificați.[27][119] Un mare focar a fost confirmat pe 15 septembrie 2018 la ferma Societății Nutricom SA din Dragalina unde erau înregistrați 20.688 de porci.[119] În județul Călărași pe 19.09.2018 existau 50 de focare (dintre care 1 focar la o exploatație comercială) și 6 cazuri la mistreț.[119]

- Județul Galați. Primul focar de pesta porcină africană din județul Galați a fost confirmat în data de 27 iulie 2018 la porcii dintr-o anexă gospodărească localizată în extravilan, la o distanță de 6 km de comuna Suceveni.[138]  Ulterior au fost confirmate focare la porci în Vameș (22.08.2018, 25.08.2018), Galați (29.08.2018), Cavadinești (06.09.2018), Tudor Vladimirescu (07.09.2018, 08.09.2018). La mistreți pesta porcină africană a fost confirmată la 07.09.2018 în zona bălții Zătun.[27] În județul Galați pe 19.09.2018 existau 11 focare în gospodăriile populației și 1 caz la mistreț.[119]

- Județul Ilfov. Primul focar de pesta porcină africană din județul Ilfov a fost confirmat de către Institutul de Diagnostic și Sănătate Animală București în data de 19.08.2018 la porcii dintr-o anexă gospodărească a unei stâne, situată în câmp, la o distanță de aproximativ 4 km de localitatea Tunari, în direcția localității Ștefănești, din județul Ilfov.[139] Ulterior a fost găsite focare în Voluntari (20.08.2018, 21.08.2018), Tunari (27.08.2018), Ștefăneștii de Sus (28.08.2018, 03.09.2018), Clinceni (17.09.2018).[27][140][141][142][143][144]  În județul Ilfov pe 19.09.2018 existau 9 focare în gospodăriile populației.[119]

- Județul Buzău. În data de 2 septembrie 2018 a fost confirmată prezența virusului pestei porcine africane la porcii în două gospodării, din localitățile Lunca (comuna Pătârlagele) și Pănătău, județul Buzău.[145]  Un nou focar a fost confirmat pe 6 septembrie 2018 la porcii din două exploatații, din localitatea Puieștii de Jos (comuna Puiești) în care porcii erau ținuți în comun în același spațiu de către ambii proprietari.[146]  În județul Buzău pe 19.09.2018 existau 3 focare în gospodăriile populației.[119]

- Județul Giurgiu. Pe 9 septembrie 2018 a fost confirmată prezența virusului pestei porcine africane într-o gospodărie din localitatea Brăniștari, comuna Călugăreni, județul Giurgiu.[147] Un focar secundar a fost confirmat în exploatația unui crescător de porci din aceeași localitate, Brăniștari, pe 23 septembrie 2018.[148] Virusul pestei porcine africane a fost detectat pe 15 septembrie 2018 într-o probă prelevată de la un porc mistreț găsit mort, de pe Fondul de vânătoare 14 Singureni Luncă, în zona localității Crucea de Piatră, comuna Călugăreni, județul Giurgiu (fondul de vânătoare face parte din zona de protecție instituită în urma focarului de pestă porcină africană, la porc domestic din localitatea Brăniștari, comuna Călugăreni).[149] În județul Giurgiu pe 23.09.2018 existau 2 focare la porci și 1 caz la mistreț.[119]

- Județul Dâmbovița. Institutul de Diagnostic și Sănătate Animală București a confirmat apariția virusului pestei porcine africane pe 16 septembrie 2018 la un porc, dintr-o gospodărie din comuna Lucieni, satul Lucieni, județul Dâmbovița.[150]  În județul Dâmbovița pe 19.09.2018 exista 1 focar în gospodăria populației.[119]

- Județul Teleorman. Institutul de Diagnostic si Sănătate Animală București a confirmat pe 16 octombrie 2018 prezența virusului pestei porcine africane în probele prelevate din resturi de cadavru de porc (os lung) găsite într-o zonă situată în extravilan (pădurea Slobozia Mândra).[151]

- Județul Maramureș.  Pestă Porcină Africană a fost identificată 22 octombrie 2018 la porcii dintr-o gospodărie din localitatea Ieud, județul Maramureș.[152]

- Județul Vrancea. În data de 27.10.2018, a fost confirmată prezența virusului pestei porcine africane la 2 porci dintr-o  gospodărie situată în localitatea Lespezi, comuna Homocea, județul Vrancea.[153]

- Județul  Dolj. În data de 30.10.2018 Institutul de Diagnostic și Sănătate Animală București a confirmat apariția virusului pestei porcine africane la un porc, dintr-o gospodărie din comuna  Secu, satul Comănicea, județul  Dolj.[154]

- Județul Argeș. În data de 02.11.2018 Institutul de Diagnostic și Sănătate Animală București a confirmat apariția virusului Pestei Porcine Africane (PPA) la patru porci, dintr-o gospodărie din satul Negrași, comuna Negrași, județul Argeș.[155]

În comunicatul ANSVSA din 19.09.2018 se menționează că la această dată, pesta porcină africană (PPA) evolua în 227 de localități din 13 județe, cu un număr de 927 de focare (dintre care 11 în exploatații comerciale) și 62 de cazuri la mistreți. În total au fost eliminați 311.869 de porci afectați de boală. Au fost stinse până la această dată 5 focare în județul Satu Mare și nu a mai fost înregistrat vreun focar în acest județ, din data de 31.08.2018. În județul Bihor nu au mai fost înregistrate noi focare de PPA, din data de 08.08.2018, iar în județul Tulcea, unitatea de procesare a cărnii aparținând societății S.C. Carniprod SRL și-a reluat activitatea, în data de 14.08.2018. Până la această dată au fost despăgubiți 3.142 de proprietari, valoarea totală a plăților fiind de 14.296.000 de lei. Pe județe, situația evoluției focarelor de PPA se prezintă astfel: județul Satu-Mare – 7 focare în gospodăriile populației și 10 cazuri la mistreți; județul Bihor – 28 de focare în gospodăriile populației și 1 un caz la mistreț; județul Sălaj – 4 cazuri la mistreți; județul Tulcea – 557 de focare (dintre care 5 focare la exploatații comerciale și 1 focar la o exploatație de tip A) și 34 de cazuri la mistreți; județul Brăila – 73 de focare (dintre care 7 focare la exploatații comerciale); județul Constanța – 72 de focare în gospodăriile populației și 2 cazuri la mistreți; județul Ialomița – 115 de focare în gospodăriile populației și 3 cazuri la mistreți; județul Galați – 11 focare în gospodăriile populației și 1 caz la mistreț; județul Ilfov – 9 focare în gospodăriile populației; județul Călărași – 50 de focare (dintre care 1 focar la o exploatație comercială) și 6 cazuri la mistreț; județul Buzău – 3 focare în gospodăriile populației; județul Giurgiu – 1 focar în gospodăria populației și 1 caz la mistreț; județul Dâmbovița – 1 focar în gospodăria populației.

#### Republica Cehă
În Republica Cehă pesta porcină africană a fost suspectată pe 21 iunie 2017 la un mistreț găsit mort în localitatea Zlin, din partea estică a Republicii Cehe, aproape de spitalul local. Pe 26 iunie 2017  pesta porcină africană a fost confirmată prin analize de laborator. Aceasta a fost un eveniment epidemiologic neașteptat, deoarece focarul se află la sute de kilometri de la alte focare din țările vecine infectate - statele baltice, Polonia, Rusia și Ucraina. Ancheta epidemiologică preliminară susține ipoteza introducerii virusului în Zlin prin activități umane, posibil prin carne sau cârnați aduși ilegal din țările infectate.
În 2017 s-au identificat 193 focare la mistreți. În 2018 au fost raportate 28 de focare la mistreți până la 19 aprilie, după această dată nu s-au mai înregistrat noi focare de pestă porcină africană. Toate cazurile au fost identificate la mistreții din districtul Zlin, regiunea Zlin. La  porcii domestici din Republica Cehă nu s-a înregistrat pesta porcină africană.

#### Ungaria
Cu toate că în Ungaria până în prezent nu s-au raportat focare de pestă porcină africană la porcii domestici, aceasta este prezentă la mistreți în două județe ale țării.  Primul caz de pestă porcină africană a fost depistat lângă orașul Gyöngyös (județul Heves, situat în nordul Ungariei) unde a fost găsit un mistreț mort la 19 aprilie 2018. Acest focar probabil a fost legat de deplasările muncitorilor migranți din Ucraina. Alte focare la mistreți au fost raportate în estul țării, în județul  Szabolcs-Szatmár-Bereg, lângă granița de nord-est cu Ucraina la sfârșitul lunii iulie, aici cea mai probabilă sursă de infecție a fost mistreții infectați veniți din Ucraina vecină.
Până în 27 august 2018 au fost raportate 33 de focare la mistreți, din care 16 în județul Heves și 17 în Szabolcs-Szatmár-Bereg.

#### Bulgaria
Cu toate că Bulgaria a luat măsuri în scopul prevenirii pătrunderii pe teritoriul țării a virusului pestei porcine africane, inclusiv prin ridicarea unui gard la frontiera cu România pentru a preveni trecerea porcilor mistreți, autoritățile bulgare au anunțat că au depistat primul focar de pestă porcină africană din această țară pe 31 august 2018, la o fermă aflată în apropierea frontierei cu România. Șapte porci infectați cu virusul pestei porcine africane au fost depistați la o ferma din satul Tutrakanți, din nord-estul Bulgaria, iar testele au confirmat prezența virusului, a anunțat Agenția Bulgară de Siguranța Alimentară.

#### Belgia
În septembrie 2018 au fost detectați în Belgia doi mistreți infectați cu pesta porcină, într-o locație din comuna Étalle, aflată la 10 km de Franța și 60 km de Germania. La 13 septembrie 2018, ministrul Agriculturii din Franța a cerut „o mobilizare imediată pentru protejarea crescătoriilor de porci” pentru „un răspuns la înălțimea mizei economice considerabile pentru filierele agroalimentare franceze”.

### Asia

#### China
Primul focar de pesta porcină africană la porcii domestici din China a fost  identificat la 1 august 2018 și raportat la OIE pe 3 august la o fermă din districtul Shenbei, provincia Liaoning, din nord-estul țării. Conform raportului, 47 de porci au murit dintr-un total de 383 de porci crescuți la această fermă. Descoperirea acestui focar de pestă porcină africană la o fermă de porci din China la 1 august 2018, reprezintă un nou salt geografic în răspândirea bolii. Originea sa este necunoscută în prezent. Există un număr mic de focare izolate în centrul Rusiei, la aproximativ 1000 km de granița cu China. Când boala "sare" pe distanțe lungi, aceasta se datorează transportului porcilor vii sau a produselor din carne infectată sau contaminată. Analizele de laborator au arătat că tulpina virală cauzală aparține genotipului II a genei p72 și serogrupului 8 a proteinei CD2v. Nu se știe dacă acesta este și primului caz. În China se supraveghează mai mult fermele comerciale mari de porci, mai puțin fermele semi-comerciale mici și gospodăriile individuale. China găzduiește aproximativ jumătate din populația globală de porcine, cu mii de gospodării individuale și ferme mari de porci situate în regiunile nordice, centrale și sudice. China produce aproximativ jumătate din carnea de porc din lume și este cel mai mare consumator de carne de porc. Este puțin probabil ca gospodăriile individuale mici să aibă standarde corespunzătoare de siguranță alimentară sau o biosecuritate adecvată pentru a preveni intrarea virusului în populația porcină. Populația mare de mistreți din regiune poate favoriza persistența și răspândirea bolii. Mistrețul este răspândit în cea mai mare parte a sud-estului Asiei. Dacă sursa de infecție sunt deplasările mistreților infectați, există o mare probabilitate ca virusul să se răspândească mai departe în Asia de Sud-Est, inclusiv în Peninsula Coreeană. În plus, există și alte specii de porci sălbatici prezenți în Asia de Sud-Est, care împreună cu câteva specii de căpușe argaside din genul Ornithodoros, probabil vor contribui la răspândirea virusului. Boala va fi greu de eradicat datorită densității mari a porcilor din China, în special procentului mare de porci crescuți în gospodăriile individuale (estimat la peste 50% din totalul populației de porcine) și numărului mare de mistreți. În prezent, există restricții a importului de carne de porc proaspătă sau congelată în Uniunea Europeană din China.
Pe 6 septembrie, existau 10 focare ale bolii la porcii domestici în provinciile Anhui (4 focare), Liaoning (1 focar), Heilongjiang (1 focar), Henan (1 focar), Jiangsu (2 focar), Zhejiang (1 focar). Potrivit FAO în perioada 01/08/2018 - 03/09/2018 în China au existat 1.634 cazuri de pestă porcină africană la porcii domestici, iar 41.270 porci se aflau la risc, din aceștia 874 au murit și 39.580 au fost sacrificați.

## Etiologie
Agentul patogen al pestei porcine africane este virusul care conține ADN din familia Asfarviridae, genul Asfivirus; mărimea virionului este de 175-215 nm. Se caracterizează prin variabilitatea pronunțată a proprietăților virulente, foarte rezistentă la factorii de mediu: persistă în intervalul de pH de la 2 la 13, de la săptămâni la luni, se păstrează în produse de origine carne de porc care nu sunt supuse tratamentului termic (alimente sărate și afumate, furaje porcine). Au fost identificate mai multe seroimmuno - și genotipuri ale virusului pestei porcine africane. Se găsește în sânge, limfă, în organele interne, secretele și excrementele animalelor bolnave. Virusul este rezistent la uscare și putrezire, astfel încât la o temperatură de 5 °C, virusul poate persista timp de până la 7 ani, la temperaturi de la 18 °C la 20 °C - până la 18 luni, la 37 °C - până la 30 de zile și la o temperatură de 60 °C este inactivat în 10 minute. Virusul poate fi stocat în cadavrele animalelor de la 17 zile la 10 săptămâni. În fecalele animalelor, virusul poate fi prezent până la 160 de zile, iar în urină până la 60 de zile. De asemenea, virusul poate persista pe o perioadă lungă de timp în sol: în funcție de sezonul anului, de la 112 zile (vară-toamnă) și până la 200 de zile (toamna-iarnă).

## Tabloul clinic

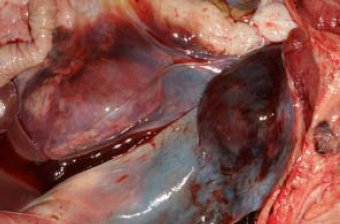
Tumefacțiile în jurul rinichilor și hemoragiile musculare observate în această necropsie sunt tipice porcilor care au contractat boala.

Febra porcină africană este o boală care evoluează sub diferite forme clinice, descrise pe larg de mai mulți cercetători, inclusiv Montgomery (1921), Walker (1933), De Koch și colab. (1940), De Tray (1957), Manso Ribeiro și Rosa Azevedo (1958 și 1961) și Polo Jover și Sanchez Botija (1961). Acești autori au subliniat similitudinea strânsă dintre simptomele clinice ale febrei porcine africane (PPA), în special a formelor acute și subacute, și cele ale febrei porcine clasice (PPC). O diferență vădită între ele constă în faptul că formele cronice sunt mai frecvente în PPA decât în  PPC.
Datorită amenințării reprezentate de boală asupra producției porcine mondiale, un diagnostic rapid este esențial pentru prevenirea răspândirii într-o țară indemnă, pe deplin susceptibile la boală. De la apariția PPA în Peninsula Iberică (Portugalia în 1957, Portugalia și Spania în 1960), tehnicile diagnostice de laborator au fost perfecționate. Dar, înainte de a recurge la aceste tehnici, o bună cunoaștere a simptomelor clinice este necesară în stabilirea unui diagnostic prezumtiv, mai ales în zonele în care boala a lipsit până în acel moment. Experiența dobândită în epidemiile care au avut loc în Franța (1964, 1968 și 1974), Malta (1978), Sardinia (1978), Cuba (1971, 1980), Brazilia (1978), Republica Dominicană și Haiti (1979) au confirmat acest lucru.
Ignorarea simptomelor clinice ale PPA și a asemănării acestora cu cele ale PPC întârzie primul diagnostic a PPA într-o țară, deoarece înainte de a suspecta prezența PPA, porcii sunt considerați că sunt afectați de PPC sau de altă boală bacteriană și numai după tratamentele nereușite ale acestor boli se suspectează PPA, favorizând astfel răspândirea inițială a bolii.
Atunci când pesta porcină africană este prezentă de mult timp într-o țară, formele clinice inițiale au o evoluție rapidă, dar ulterior se transformă în evoluții clinice mai lente și chiar apar noi forme clinice. În Spania, de exemplu, din 1960, când a apărut PPA, până în prezent, această boală a variat în aspectele sale clinice. La început mortalitatea a fost practic de 100%, însă ulterior boala și-a atenuat lent cursul pe parcursul epizootiilor apărute, iar în prezent în focarele de boală mortalitatea este destul de scăzută (2-3%) și, în unele cazuri, inexistentă.
În general, formele subacute sunt cele mai frecvent întâlnite în PPA. Formele cronice sunt rare, deoarece animalele bolnave și suspecte sunt sacrificate îndată ce diagnosticul este confirmat, prevenind astfel studiile privind evoluția bolii în condiții naturale. Tabloul clinic al PPA la porcii domestici și mistreții din Spania (subspecia Sus scrofa ferus) este foarte asemănător.

### Perioada de incubație
Într-o boală complexă, ca pesta porcină africană, cu forme clinice variabile, determinarea duratei perioadei de incubație este foarte dificilă, deoarece ea poate varia în mare măsură în funcție de o serie de factori, inclusiv de doza infectantă, virulența tulpinii virale, cale de pătrundere a lui, receptivitatea individuală a porcului, infecția naturală sau experimentală etc.
În infecția experimentală, perioada de incubație variază între 2 și 5 zile de la inocularea dozei infectante de virus și între 4 și 19 zile în infecția prin contact. În infecția naturală această perioadă oscilează între 4 și 15 zile după contactul direct cu porcii infectați, dar uneori poate dura 12-20  și chiar câteva săptămâni, în cazul infecțiilor naturale cu tulpini slab patogene. În cazul contaminării prin înțepătura căpușelor, perioada de incubație este mai mai scurtă, sub 5 zile. În Spania, în formele acute și subacute, care sunt cele mai frecvente, perioada de incubație  a durat între 5 și 7 zile. Forma acută a bolii apare de obicei în 3-7 zile de la contact.
În perioada de incubație și înainte de apariția febrei, care este primul simptom al bolii, testul de hemadsorbție Malmquist demonstrează prezența virusului în sânge. Această viremie se poate produce cu 24 de ore înainte de apariția febrei și reprezintă astfel un factor important în răspândirea pestei porcine africane înainte de a fi diagnosticată pentru prima oară într-o fermă sau într-o zonă indemnă de boală.   După expunerea porcilor la infecții pe cale nazală/orală, aceștia prezintă febră și leucopenie la 48-72 ore.

### Formele clinice
Cursul clinic al pestei porcine africane poate evolua sub formă supraacută, acută, subacută, cronică și subclinică sau inaparentă în funcție de virulența tulpinii de virus infectante. Evoluție clinică a infecțiilor cu tulpini de virus foarte virulente apare sub forma supraacută și forma acută, în infecțiile cu tulpini moderat virulente sub forma subacută, iar în infecțiile cu tulpini cu virulență redusă sub formă cronică sau inaparentă. Boala evoluează, de obicei, la debutul epidemiilor cu forme supraacute și acute, iar spre sfârșitul acestora cu forme subacute, cronice și chiar inaparente. Indiferent de forma evolutivă se constată o creștere bruscă a temperaturii (40,5-42°C) timp de 3-4 zile, fără a fi însoțită de alte manifestări clinice.
Mistreții inoculați cu un izolat foarte virulent prezintă semne clinice asemănătoare cu cele observate la porcii domestici; totuși, unii nou-născuți nedezvoltați infectați cu o doză virală foarte mică au prezentat doar câteva semne clinice, iar unii nu au prezentat niciunul, nici măcar febră, înainte de moarte. Facocerii și potamocerii infectați sunt de obicei asimptomatici sau prezintă doar o boală ușoară.
Simptomatologia pestei porcine africane este în prezent foarte asemănătoare cu cea a pestei porcine clasice, și prin urmare este dificil de realizat o diferențiere sigură între semnele clinice ale ambelor boli.

#### Forma supraacută
Forma supraacută este rar întâlnită și evoluează în cazul circulației unei tulpini virale cu o virulență foarte mare, iar porcii au o sensibilitate ridicată. Tulpinile foarte virulente diseminează rapid, în câteva zile, în toată turma. Cel mai adesea, boala sub această formă durează 1-3 zile. Infecțiozitate și virulența virusului în acestă formă sunt atât de mari încât mortalitatea este practic de 100%. Forma supraacută a fost descrisă inițial de Montgomery în 1921 și apoi observată și în Spania în primii ani de epizootie (1960, 1961 și 1962), când a fost cea mai frecventă formă de boală.
În general, simptomatologia este foarte sărăcăcioase, moartea survine după o evoluție apoplectică a bolii. Animalele bolnave prezintă hipertermie, 40,5-42,2°C, fără a manifesta alte simptome. Brusc, într-o stare generală aparent normală a porcilor, apar letargie și convulsii brutale și continue, respirația devine accelerată (tahipnee), pulsul rapid, hiperemie a pielii pe abdomen și extremități la porci cu piele deschisă, apoi porcii cad în decubit lateral și mor după una sau mai multe ore. Uneori apare inapetență, alteori, porcii mor mâncând. Moartea subită și un tablou lezional sărac caracterizează evoluțiile supraacute, putând fi expresia clinică a primelor cazuri într-o turmă.

#### Forma acută
Forma acută este cea mai frecventă formă clinică întâlnită în pesta porcină africană. În Spania, începând cu 1962, formele clinice observate mai frecvent au fost cele acute și subacute. Este cauzată de tulpini virale cu o virulență foarte mare. În forma acută, porcii manifestă hipertermie, anorexie, epuizare și decubit. Dispneea, voma, constipația,  diareea, conjunctivita, rinita și semnele neurologice pot completa tabloul clinic.  Evoluția bolii în forma acută este, de obicei, de scurtă durată (3-7 zile), dar pot fi mai lungă, până la 13-20 zile, urmată de moarte în 90-100% din cazuri.
După o perioadă de incubație de 4-7 zile (rareori, până la 14 zile), primul semn clinic observat este o creștere bruscă a temperaturii până la 40,5-42° C, care se menține până aproape de moarte, când aceasta scade sub temperatura normală. Totuși, în unele cazuri, moartea survine când temperatura atinge punctul maximal. Această fază poate trece neobservată dacă termometrizarea nu este efectuată, deoarece animalul pare să fie sănătos.
În forma acută în primele zile se constată inapetență (anorexie), apetit capricios, adinamie, conjunctivită și, în unele cazuri, secreție oculară mucoasă sau mucopurulentă. Porcii afectați sunt somnolenți, stau cu dificultate în picioare, iar unii prezintă mișcări necoordonate. Ei arată slăbiți, epuizați și cad în letargie, se culcă pe podea în decubit lateral și se ghemuiesc unul lângă altul, caută să stea la umbră sau întuneric, uneori lângă apa și refuză să se miște, frecvența respirației și pulsului crește. Multe animale în primele zile de boală nu prezintă nici o abatere de la starea normală și consumă hrană.
La examenul sângelui hemoleucograma evidențiază o leucopenie semnificativă (limfopenie, monocitopenie) și trombocitopenie. Leucopenia și trombocitopenia sunt de gravitate variabilă și apar precoce (la 48-72 ore).
Apar leziuni circulatorii și vasculare care se manifestă prin modificări cutanate: pielea se înroșește (eritem cutanat), apoi devine cianotică,  pot fi prezente hemoragii cutanate.  Aceste modificări cutanate pot apărea sub formă de pete neregulate cianotice de mărimi variabile, hematoame și plăci necrotice. Mistreții infectați din estul Europei prezintă aceleași semne clinice și modificări anatomopatologice la necropsie, deși datorită blănii lor groase, întunecate, semnele clinice externe sunt mai puțin evidente. Eritemul cutanat apare pe piept, abdomen, perineu, coadă și picioare. Un semn important este cianoza pielii în special la extremități (urechi, coadă, picioarele posterioare) și pe abdomen, zonele cianozate sunt bine delimitate de pielea sănătoasă.  În aceste zone ale pielii și pe mucoase pot fi vizibile și hemoragii punctiforme (peteșii) sau mai difuze (echimoze sau hematoame). La unele animale, cu puțin înainte de moarte, apar pe pielea pavilionului urechilor hematoame de mărimea unui bob de mazăre, până la o alună, pe locul cărora în evoluțiile prelungite apar apoi necroze. Modificările cutanate sunt clar vizibile la porcii cu pielea deschisă. Modificările culorii și hemoragiile cutanate sunt mai greu de observat sau omise la mistreți din cauza pielii lor mai întunecate și a părului des; același lucru este valabil și pentru rasele de porci domestici cu piele închisă.
Tulburările digestive se manifestă prin durere abdominală (arcuire a spatelui, mers greoi).
inapetență, vome frecvente, constipație cu fecale mici, tari, uneori striate cu sânge și mucus, mai rar constipația este urmată de diaree abundentă mucoasă, ulterior sanguinolentă sau chiar melenă. Coadă și perineul pot fi murdărite cu fecale sanguinolente. Tulburările respiratorii apar devreme și se caracterizează prin dispnee, tahipnee, respirație întreruptă și tuse. Pulsul este accelerat.
La nivelul foselor nazale pot fi observate secreții (jetaj) seroase, seromucoase sau mucopurulente. În unele cazuri, apar secreții serohemoragice și chiar hemoragii nazale (epistaxis). Din gură se scurge o salivă spumoasă, sangvinolentă. Dificultățile de respirație, uneori cu spumă mai mult sau mai puțin sanguinolentă la nivelul comisurilor (colțurilor) gurii și nărilor, survin frecvent și indică prezența unui edem pulmonar, care este adesea principala cauza a decesului. Apare o  conjunctivită catarală, cu exsudat sanguinolent sau mucopurulent gri-brun la unghiul intern al ochilor, uneori și puncte hemoragice pe mucoasa conjunctivală.
Pe măsură ce boala avansează, se înregistrează o alterare profundă a stării generale, apar tulburări nervoase, inclusiv somnolență, apatie, adinamie, mers instabil și incoordonare locomotorie (ataxie),  cauzată de slăbiciunea membrelor posterioare. Periodic animalele au crampe. La un procent ridicat de porci apar semne de meningoencefalită virală sau de natură terminală (cu 24-48 ore anterior morții), traduse prin hiperexcitație, tulburări de coordonare, opistotonus, crize convulsive intense, urmate de pareze și paralizii, în final porcii cad jos în decubit lateral și mor după una sau mai multe ore.
La scroafele gestante din ferma afectată, unul dintre primele simptome observate este avortul. Acesta are loc în general la 4-6 zile după manifestările febrile. Avortul este uneori prima manifestare a pătrunderii virusului într-o turmă. Fetușii și membranele fetale prezintă leziuni hemoragice. Avortul nu este cauzat de febră, ci de efectul abortiv al virusului, deoarece în țesuturile ombilicale s-au detectat un număr mare de virusuri, totuși unii autori consideră că avortul se datorează febrei mari, deoarece nu pare că existe o transmitere verticală (de la mamă la făt). Uneori avorturile sunt produse de infecții bacteriene secundare. Avortul se produce la orice vârstă de gestație.
Mortalitatea este foarte ridicată în formele acute de boală. În infecția cu tulpini puternic virulente moartea survine adesea în 4-9 zile după apariția primelor simptome sau în 11-15 zile, maximum 20 de zile,  în cele cu tulpini moderat virulente. Letalitatea se apropie adesea de 90-100% la porcii domestici. Porcii mor ca urmare a insuficienței circulatorii generalizate și insuficienței cardiace. Porcii care supraviețuiesc infecției acute sunt de obicei asimptomatici, dar rămân purtători de viruși pe toată viața. O însănătoșire aparentă poate fi urmată de o recidivă a bolii și deces.
O observație obișnuită într-o fermă de porci constă în faptul că, la început, formele acute sunt cele mai frecvente, gravitatea lor în cele din urmă scade; apar apoi forme subacute, iar infecția se termină cu forme cronice.
Formele acute ale infecției sunt adesea confundate cu alte boli, în special cu pesta porcină clasică, rujetul, intoxicații, salmoneloze și alte boli septicemice.

#### Forma subacută
Formele subacute ale pestei porcine africane sunt produse de tulpini virale moderat virulente și pot apărea în regiuni endemice. Forma subacută este asemănătoare formei acute a bolii, dar simptomele sunt mai șterse, de mai mică intensitate, cu frecvente recidive, durata bolii este mai mare, iar mortalitatea este mai mică.
După o perioadă de incubație de 6 până la 12 zile, porcii prezintă o creștere a temperaturii și toate simptomele formei acute, dar, în general, mai puțin accentuate, cu excepția modificărilor vasculare mai pronunțate care determină hemoragii și edeme. Semnele clinice se aseamănă cu cele din pesta porcină clasică. Un simptom frecvent este febră neregulată, fluctuantă, timp de până la o lună, febra este însoțită de depresie și inapetență. Porcii au mers greoi, iar articulațiile sunt adesea dureroase și tumefiate cu acumulări de lichid și fibrină. Pot exista semne de respirație dificilă și de pneumonie interstițială cu tuse umedă și dispnee, în special la efort fizic. Poate apărea și o infecție bacteriană secundară. La scroafele gestante se înregistrează avorturi, care sunt adesea primul semn de boală. Se poate instala o pericardită seroasă care evoluează adesea într-o pericardită fibrinoasă mai gravă. În plan biologic, formele subacute sunt acompaniate de trombocitopenie și leucopenie tranzitorii, și pot surveni hemoragii în timpul trombocitopenii.
Mortalitatea este mai redusă decât în forma acută și poate varia în funcție de o serie de factori, cum ar fi vârstă, rasa, gestionarea etc., dar este adesea ridicată (30-70%). Porcii mor la 7-45 zile de la apariția primelor simptome de boală, de obicei după 3-4 săptămâni de evoluție a infecției. Rata deceselor consecutive acestei forme este cu mult mai mică la porcii adulți, dar ridicată la tineret. Porcii mor după un efort fizic datorită unor leziuni generalizate ale sistemului reticuloendotelial care duc la leziuni vasculare și determină o insuficiența cardiacă acută sau congestivă. Porcii supraviețuitori se însănătoșesc după 3-4 săptămâni, dar animalele trecute prin boală rămân purtătoare și eliminatoare de virus pentru perioade lungi de timp, iar boala poate progresa spre forma sa cronică.

#### Forma cronică
Forma cronică apare la porcii cu o rezistență ceva mai mare care au reușit să supraviețuiască formei acute sau subacute, așa cum a fost descrisă de De Koch și colab. (1940), De Tray (1957) și Sanchez Botija (1962 și 1982). Forma cronică se întâlnește în țările în care virusul pestei porcine africane este prezent de mult timp, cum ar fi Spania, Portugalia și Angola și este cauzată fie de tulpini naturale de virus cu virulență scăzută, fie de tulpini vaccinale cu virus viu atenuat folosite în studiile vaccinului pe teren, care probabil au fost efectuate în Peninsula Iberică în anii 1960.
Semnele clinice apar la 14-21 de zile după infecția acută sau subacută. Simptomele mai frecvente sunt:  pusee hipertermice la intervale neregulate cu febră ușoară sau moderată (39,5-40,5° C), somnolență, inapetență sau apetit capricios, pierderea în greutate până la cașexie, creștere încetinită, deprimare. Puseele hipertermice pot dura până la  2-3 săptămâni, urmate de remisie. La unele animale, semnele clinice pot fi limitate la emaciere și retardarea creșterii.
Apar tulburări respiratorii ușoare sau moderate cauzate de o pneumonie în toate manifestările sale: dispnee, dificultăți de respirație, tuse umedă etc. În timpul unui efort fizic intens, porcul moare uneori prin asfixie. Se pot constata simptome de pericardită, pleurite adezive. Animalele sunt vulnerabile la infecții bacteriene secundare. Uneori apar tulburări digestive manifestate prin vomă sau diaree. Se constată și pareze și paralizii ale trenului posterior, avorturi.
Se mai înregistrează eritem cutanat cu mici pete elevate roșii, care ulterior se necrozează și chiar se ulcerează pe anumite zone proeminente ale corpului și în alte locuri predispuse la traume, mai ales în regiunile ce acoperă protuberanțe osoase, în special  în regiunea capului și gâtului, urechilor, botului, cozii, articulațiilor. Aceste leziunile cutanate sunt caracterizate prin formarea plăcilor eritematoase sau nodulilor, ulcerații cu necroză cutanată și pierderea substanței la urechi, articulații, coadă și bot. Unele leziuni cutanate sunt asemănătoare cu cele din afecțiunile alergice și afectează o porțiune mare a spatelui și umerilor; uneori apar abcese subcutanate produse de reacții imunopatologice.
Animalele pot prezenta și artrite și tendinite. Artritele pot fi necrotice. O tumefiere moale, nedureroasă a articulațiilor picioarelor (poliartrită) cu șchiopătare poate fi observată, mai frecvent, la articulațiile carpiene și tarsiene și în regiunea articulației maxilarului.
Evoluția bolii în formele cronice durează de la câteva săptămâni până la câteva luni (2-5 luni, sau chiar 15 luni), în care perioadele de agravare a simptomelor alternează cu remisiunea lor. Printre cauzele decesului se numără pneumonia, tulburările digestive, insuficiența cardiacă, hialinizarea fibrelor musculare ale miocardului. Moartea survine uneori după o acutizare a bolii cu un tablou clinic al formei acute al pestei porcine africane. Mortalitatea în formele cronice este redusă (sub 30%), restul de obicei se însănătoșesc. Animalele care trec prin boală pot rămâne purtătoare de virus pe viață.

#### Forma subclinică sau inaparentă
Forma subclinică se înregistrează în țările în care boala evoluează de mult timp și se datorează infecțiilor cu tulpini de virusuri cu virulență scăzută. Porcii, deși conțin virusul în organism, nu prezintă nici un semn clinic, comportându-se ca animale perfect sănătoase, dar ele sunt purtătoare și excretoare de virus, și prin urmare au un rol major în menținerea și difuzarea virusului. Depistarea bolii în aceste cazuri se poate face numai prin tehnici de laborator.
Această formă clinică a pestei porcine africane a fost observată inițial de Montgomery (în 1921) la un porc domestic expus la infecție prin contact și mai târziu de către De Tray (în 1957), dar această formă nu este frecventă printre porcii domestici din Africa. Însă această formă este obișnuită printre porcii sălbatici din Africa (Phacochoerus, Potamochoerus și Hylochoerus). În Spania, această formă clinică nu a fost găsită în primii ani de epizootie și a fost observată numai după 3-4 ani, iar cu timpul  numărul cazurilor a crescut.
Porcii infectați prezintă o boală discretă cu o evoluție lentă, fără semne clinice și alterări funcționale vizibile clinic și par să fie sănătoși. Forma subclinică se întâlnește și la porcii care s-au recuperat dintr-un episod acut, subacut sau cronic de  pesta porcină africană și ei arată sănătoși. Însă acești porci sunt purtători de virus și la necropsie se observă leziuni discrete. Aceste forme trec neobservate clinic și este necesară demonstrarea seroconversiei și prezenței anticorpilor în ser prin tehnici de laborator (imunofluorescență indirectă, testul ELISA etc.). Creșterea cazurilor acestei forme clinice într-o țară infectată necesită o supraveghere sanitară continuă pentru identificarea porcilor purtători de virus, care pot determina apariția unor focare ascunse de infecție care sunt dificil de controlat și eradicat.

#### Forma atipică
Așa-numitele forme atipice sunt niște forme cronice ale pestei porcine africane cauzate de tulpinile vaccinale ale virusului cu virulență reziduală. Ele au apărut la câteva luni după utilizarea în trecut a unor vaccinuri cu virus viu atenuat. Inițial, s-a presupus că aceste forme se datorează unor complicațiilor microbiene (bacteriene și micoplasmatice), dar ulterior s-a demonstrat că acestea au fost induse de fenomene imunopatologice produse de reacția antigen-anticorp în prezența complementului. Formele clinice atipice prezintă, în general, un tablou clinic foarte asemănător cu cel din forma cronică cu o simptomatologie pulmonară, cutanată și articulară.

## Diagnostic
Diagnosticul se bazează pe date epizootologice, clinice, patologice, teste de laborator și bioteste. Pesta porcină africană trebuie diferențiată de pestă porcină clasică. Metoda cea mai fiabilă de diagnosticare este diagnosticarea PCR, reacția gemadsorbției, metoda anticorpilor fluorescenți și testarea biologică pentru porcii imuni la ciuma clasică. Forma înaltă a ASF poate fi ușor diagnosticată, deoarece moartea la porcine poate atinge 100%. ASF cauzată de tulpini mai puțin virulente va fi mai dificil de diagnosticat, dar trebuie să fie suspectată atunci când porcul este febril și la autopsie se va vagăsi: splină foarte mărită este de culoare roșu închis pînă la negru; ganglioni limfatici hemoragici gastro-hepatice crescuți; ganglioni limfatici hemoragici foarte mari.

## Terminologie
- Biosecuritate - ansamblul măsurilor fizice și administrative luate de operatori și a alte părți care lucrează cu animale menite să împiedice introducerea, dezvoltarea și răspândirea bolilor transmisibile ale animalelor de la, către și în cadrul unei populații de animale sau în cadrul unei unități, zone, compartiment, mijloc de transport sau al oricăror altor instalații, incinte sau amplasamente.
- Caz - orice porc sau mistreț sau carcasă de porc sau mistreț la care au fost confirmate oficial simptoame clinice sau leziuni post-mortem de pestă porcină africană sau la care prezența bolii a fost confirmată oficial ca rezultat al unei examinări de laborator.
- Focar - în sens epidemiologic, se referă la locul în care se găsește sursa de infecție, precum și teritoriul învecinat, în limitele căruia este posibilă infectarea altor persoane sau animale; în caz de boli transmisibile ale animalelor, ca pesta porcină africană, focarul este definit ca o exploatație care numără unul sau mai multe animale sau un loc situat pe teritoriul unei țări în care se găsesc animalele (porci, mistreți etc.) și la care s-au confirmat oficial unul sau mai multe cazuri de boală.
- Exploatație - orice unitate (agricolă sau de alt tip) situată pe teritoriul unei țări, în care animalele sunt crescute sau ținute.
- Exploatație nonprofesională de suine - ferma de suine de subzistență/semisubzistență înregistrată în Sistemul național de identificare și înregistrare a animalelor - S.N.I.I.A. și deținută de persoane fizice neînregistrate la Camera de Comerț și Industrie a României și persoane fizice autorizate (PFA);
- Exploatație comercială de suine - ferma de suine mică/medie/mare deținută de persoane fizice autorizate, întreprinderi individuale, întreprinderi familiale sau persoane juridice organizate în condițiile legii, înregistrate și autorizate de oficiul registrului comerțului, înregistrată în Sistemul național de identificare și înregistrare a animalelor, care îndeplinește prevederile normelor de biosecuritate și este autorizată sanitar-veterinar;
- Exploatație comercială de suine de tip A - ferma de suine mică/medie/mare deținută de persoane fizice, persoane fizice autorizate, întreprinderi individuale, întreprinderi familiale sau persoane juridice organizate în condițiile legii, înregistrate și autorizate de oficiul registrului comerțului, înregistrată în Sistemul național de identificare și înregistrare a animalelor și care este înregistrată sanitar-veterinar.
- Porc  santinelă - porc care a fost supus controlului și a reacționat negativ la prezența anticorpilor contra virusului pestei porcine africane în serul sangvin.

## Legături externe
- EMPRES-i - Global Animal Disease Information System. FAO
- European Commission. Animal Health and Welfare. Animal Health - Regulatory Committee – presentations
- Radu Moga Mânzat. Febra porcină africană (Pesta porcină africană) Arhivat în 2 august 2018, la Wayback Machine.
- African Swine Fever. CFSPH - The Center for Food Security and Public Health. - Iowa State University
- African swine fever. EFSA - European Food Safety Authority
- José Manuel Sánchez-Vizcaíno, Lina Mur Gil, Marisa Arias Neira. African Swine Fever Diagnosis Course.
- România. Autoritatea Națională Sanitară Veterinară și pentru Siguranța Alimentelor (ANSVSA)
  - ANSVSA. Comunicate de presă
  - Autoritatea Națională Sanitară Veterinară și pentru Siguranța Alimentelor (A.N.S.V.S.A.). Pesta porcină africană. Ghid practic de diagnostic pentru medicii veterinari practicieni.
  - Autoritatea Națională Sanitară Veterinară și pentru Siguranța Alimentelor (A.N.S.V.S.A.). Pesta porcină africană amenință să se răspândească în Europa: fiți atenți la semnele ei și anunțați medicul veterinar!
  - Autoritatea Națională Sanitară Veterinară și pentru Siguranța Alimentelor (A.N.S.V.S.A.). Pesta porcină africană (PPA).
- Republica Moldova. Agenția Națională pentru Siguranța Alimentelor (ANSA)
  - Agenția Națională pentru Siguranța Alimentelor (ANSA). Comunicate de presă Arhivat în 20 septembrie 2018, la Wayback Machine.
- CFIA - Canadian Food Inspection Agency
  - African swine fever fact sheet
  - Biosecurity training video
  - Farm-level biosecurity practices
- World Organisation for Animal Health (OIE)
  - Weekly Disease Information. OIE - World Animal Health Information System
  - African Swine Fever. Disease outbreak maps. OIE - World Animal Health Information System
- Animal Diseases Recognition and Response Training Course. African Swine Fever (ASF). YouTube
- Африканская чума свиней. ФС Россельхознадзор. YouTube
- Autoritatea Națională Sanitară Veterinară și pentru Siguranța Alimentelor (A.N.S.V.S.A.). Spot TV referitor la pesta porcina africana, creat cu sprijinul TVR